# Biserica Cuvioasa Paraschiva din Lăpușnic

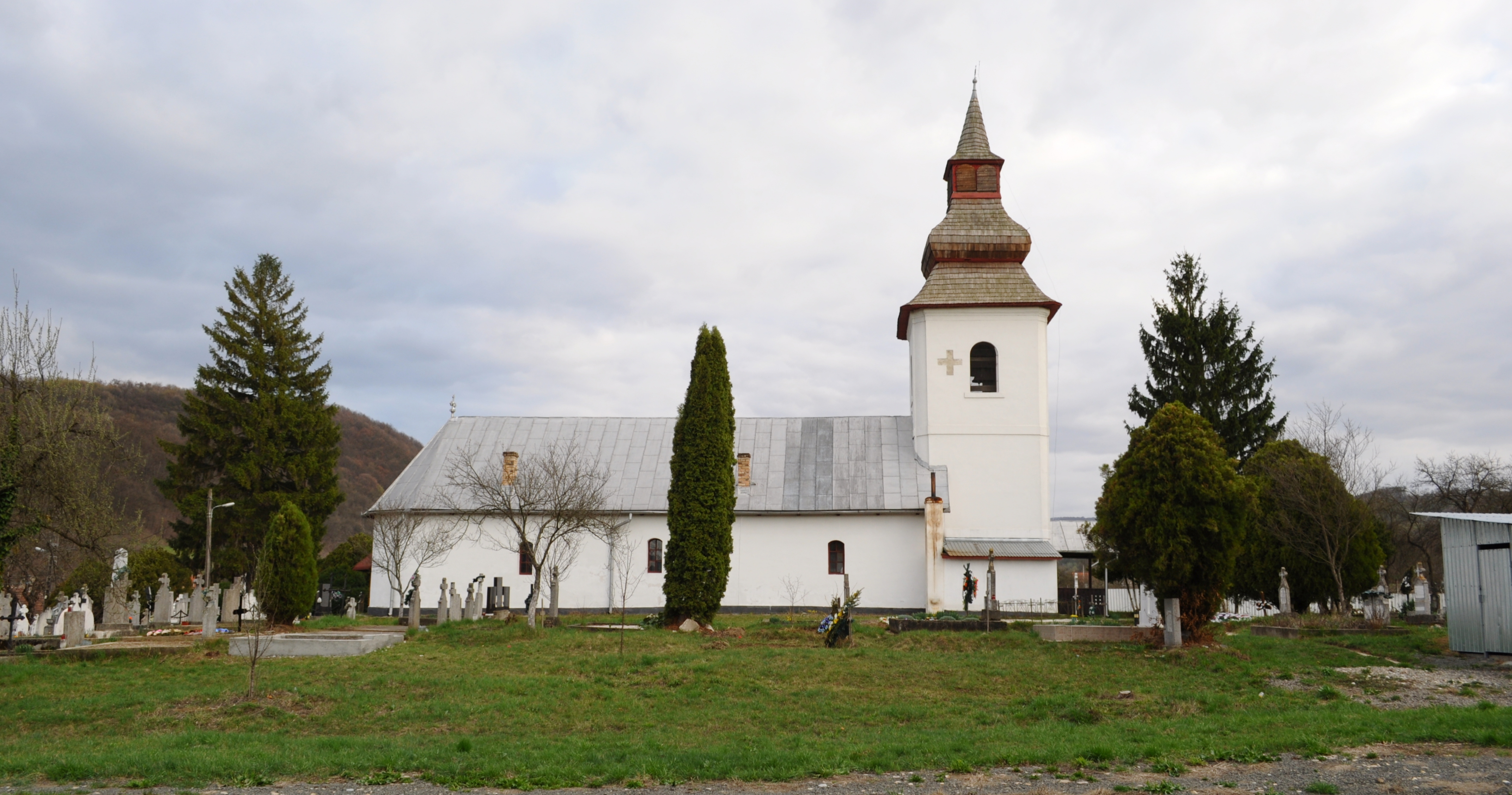
Biserica de zid cu hramul „Cuvioasa Paraschiva” din Lăpușnic, comuna Dobra, județul Hunedoara, foto: aprilie 2012.

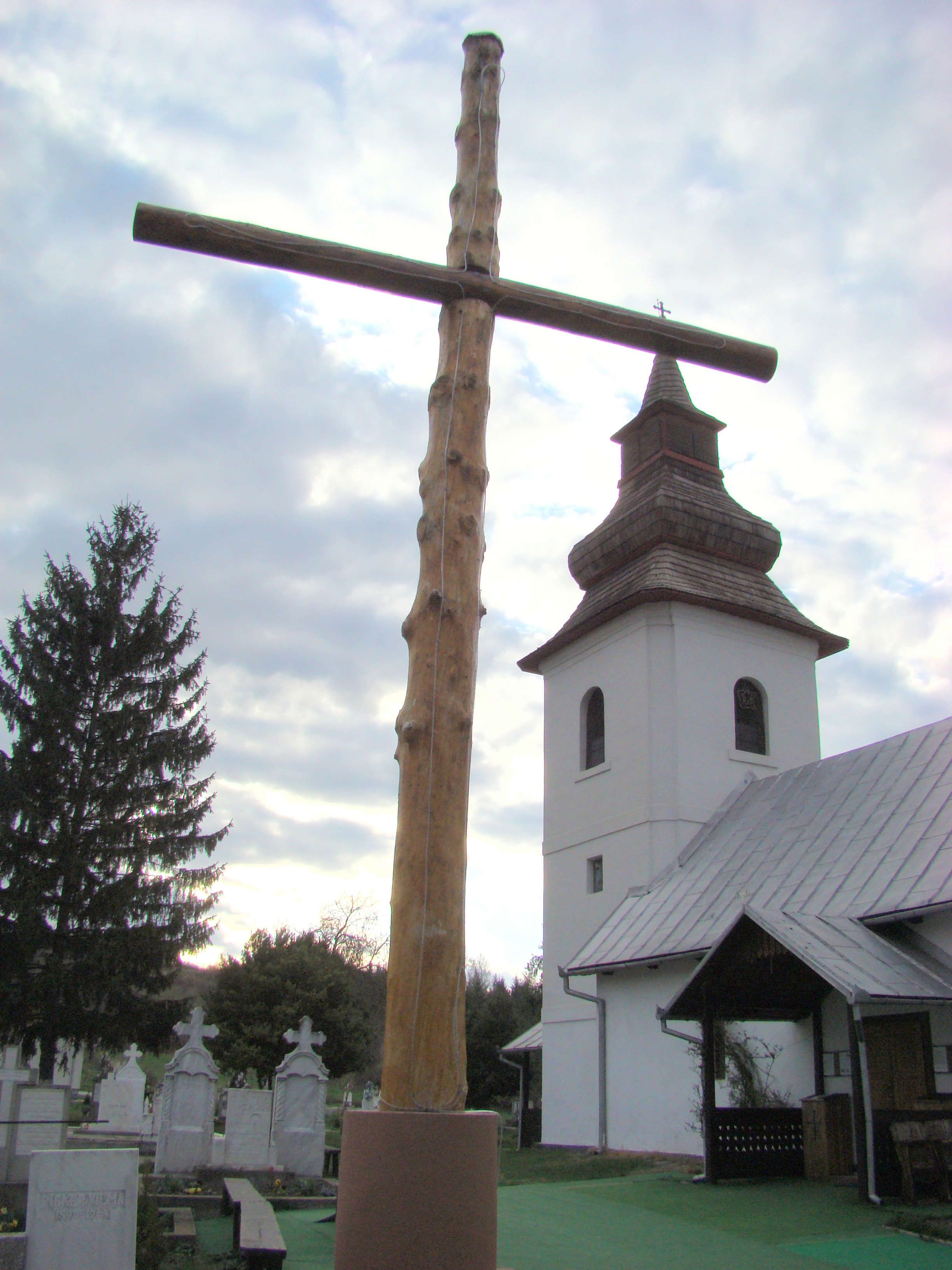
Biserica de zid cu hramul „Cuvioasa Paraschiva” din Lăpușnic, comuna Dobra, județul Hunedoara, foto: aprilie 2012.

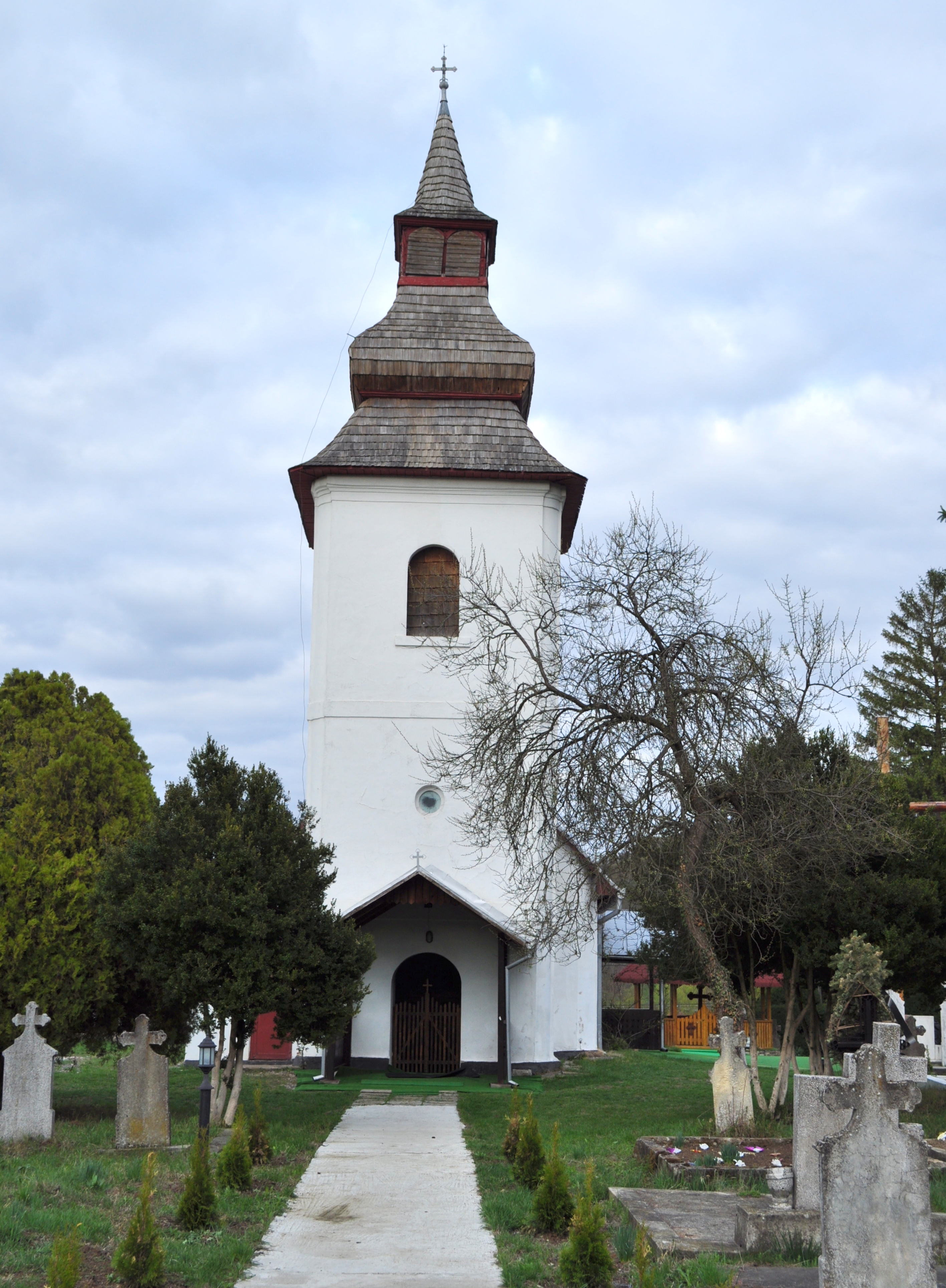
Biserica (vest)

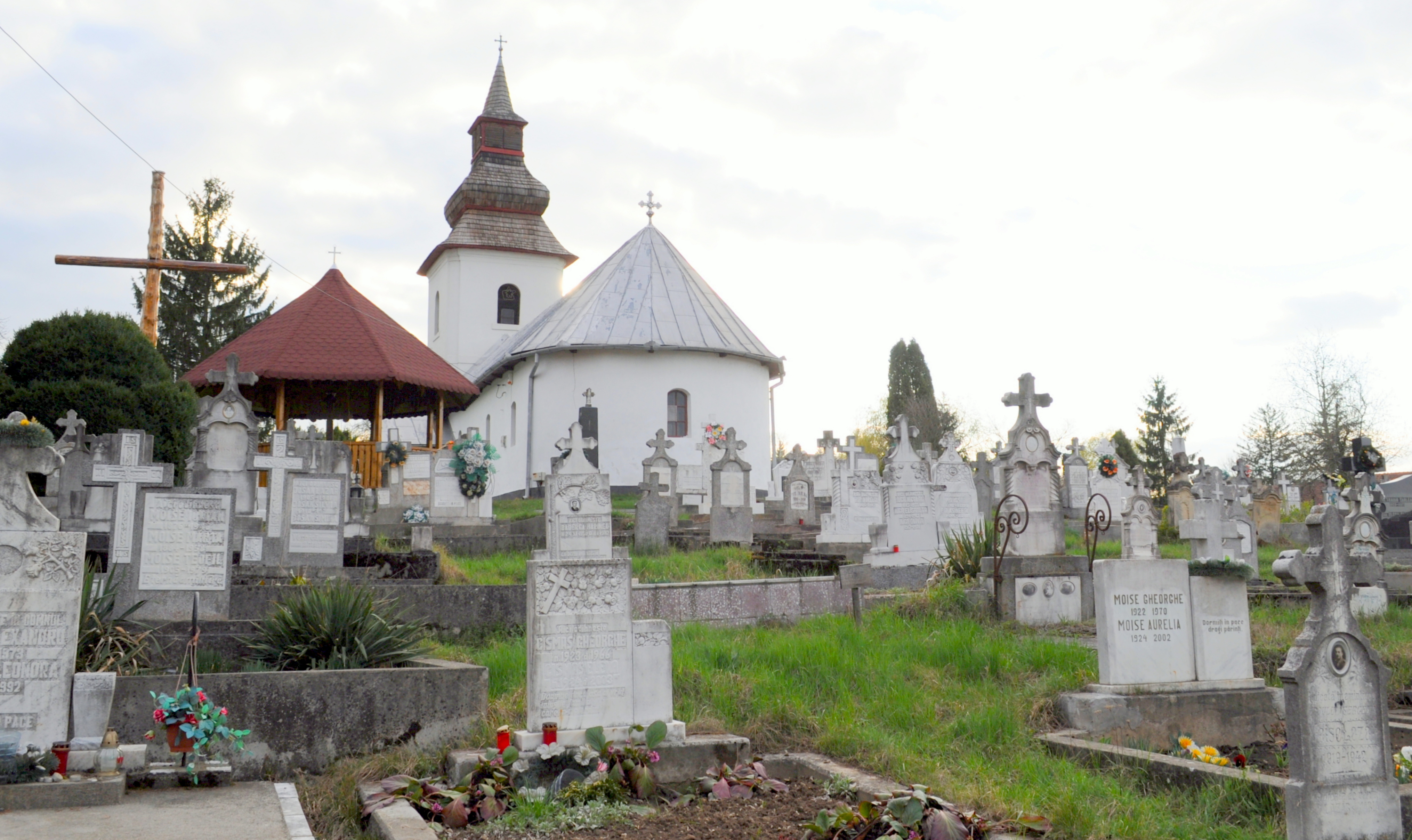
Biserica și cimitirul

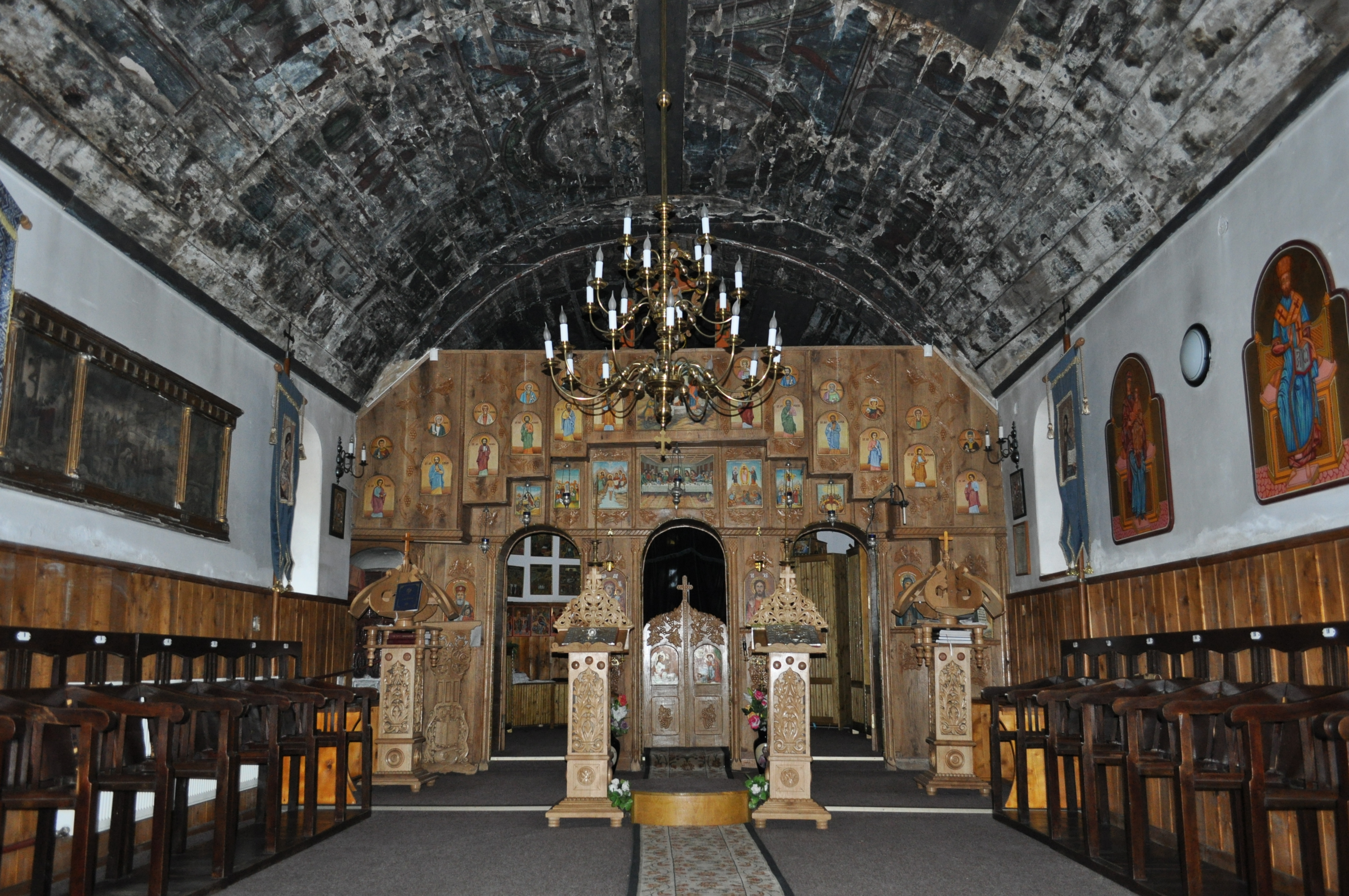
Nava spre iconostas

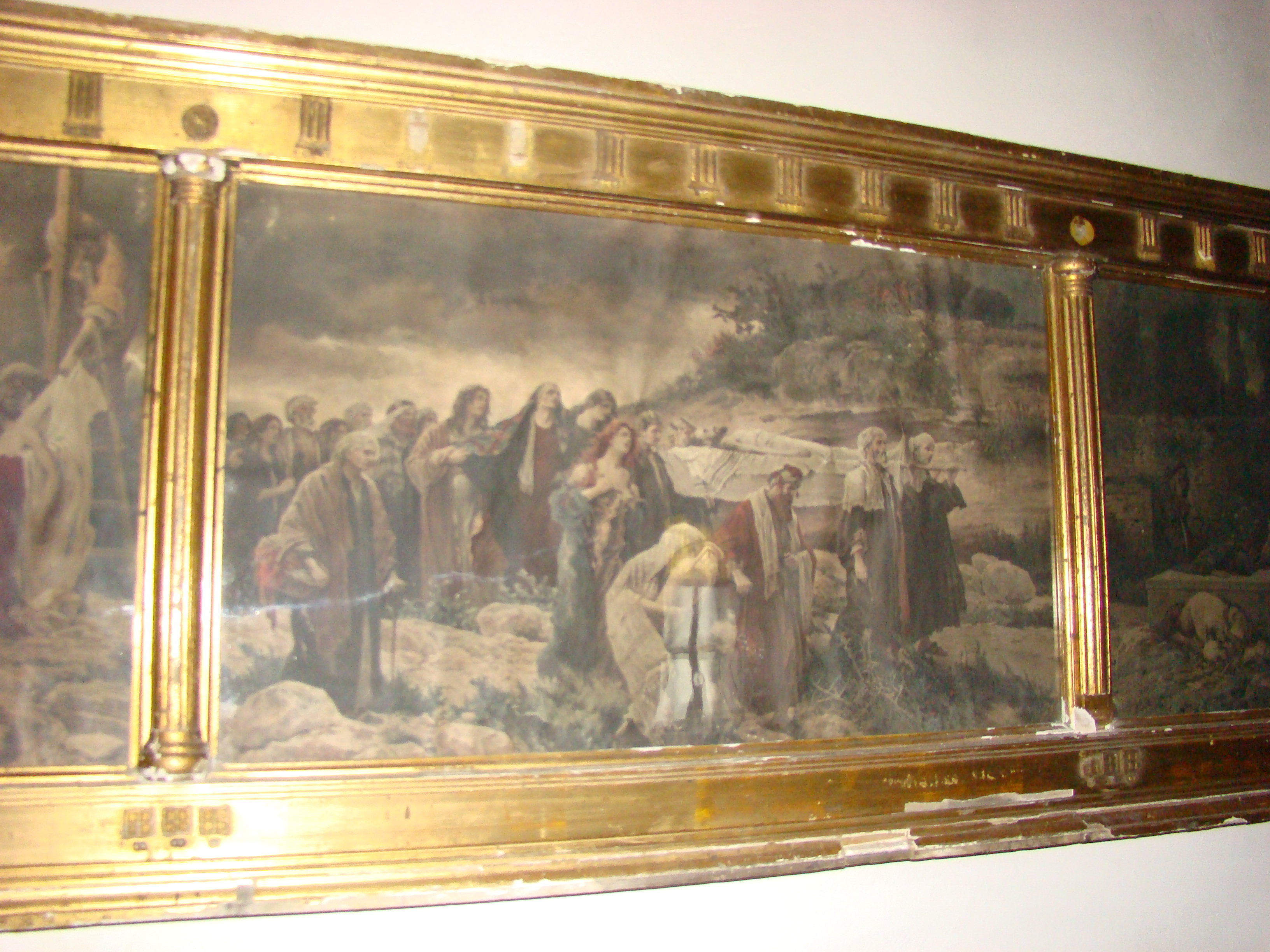
Prohodul Domnului

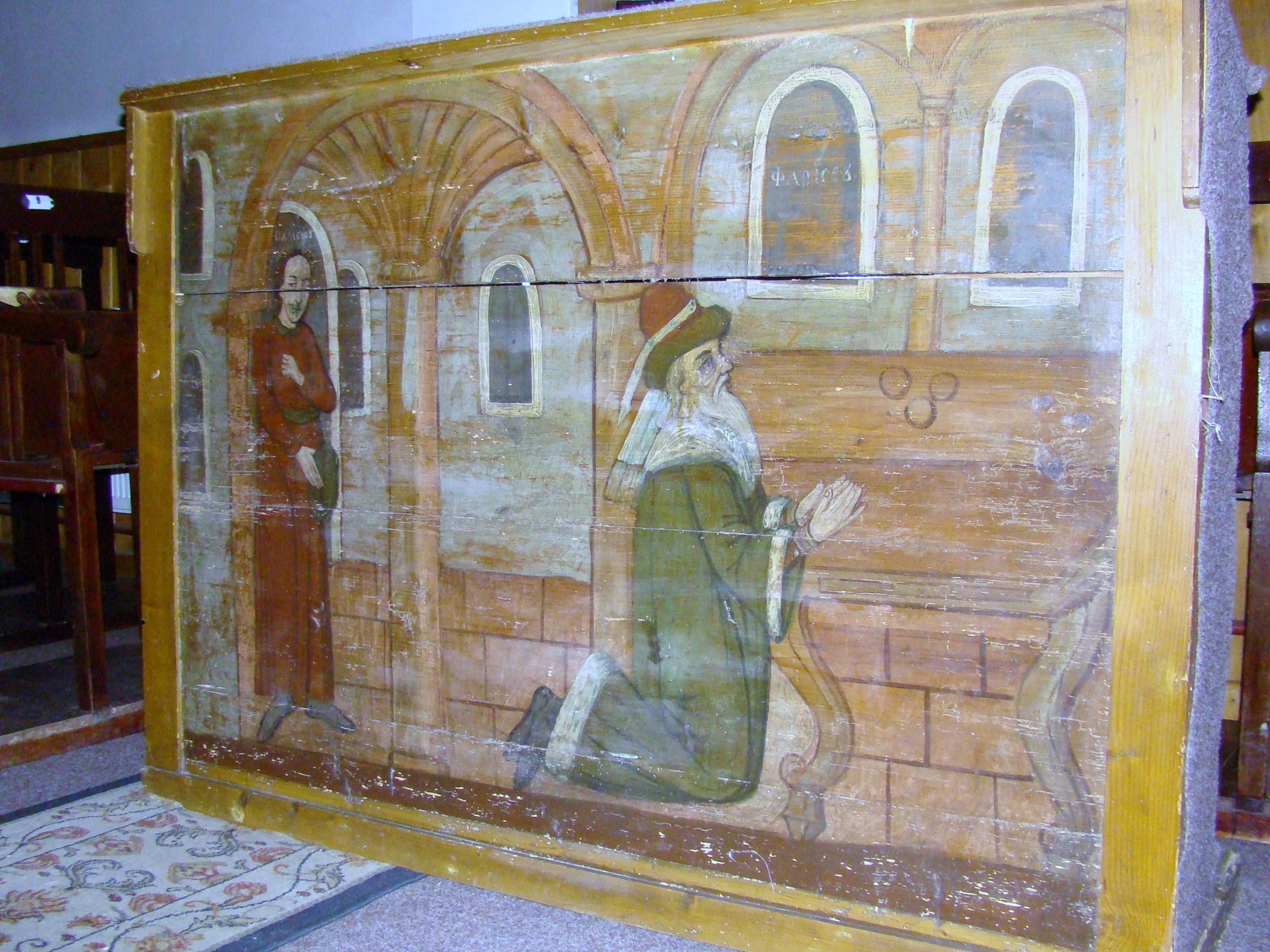
Pictura veche a stranei

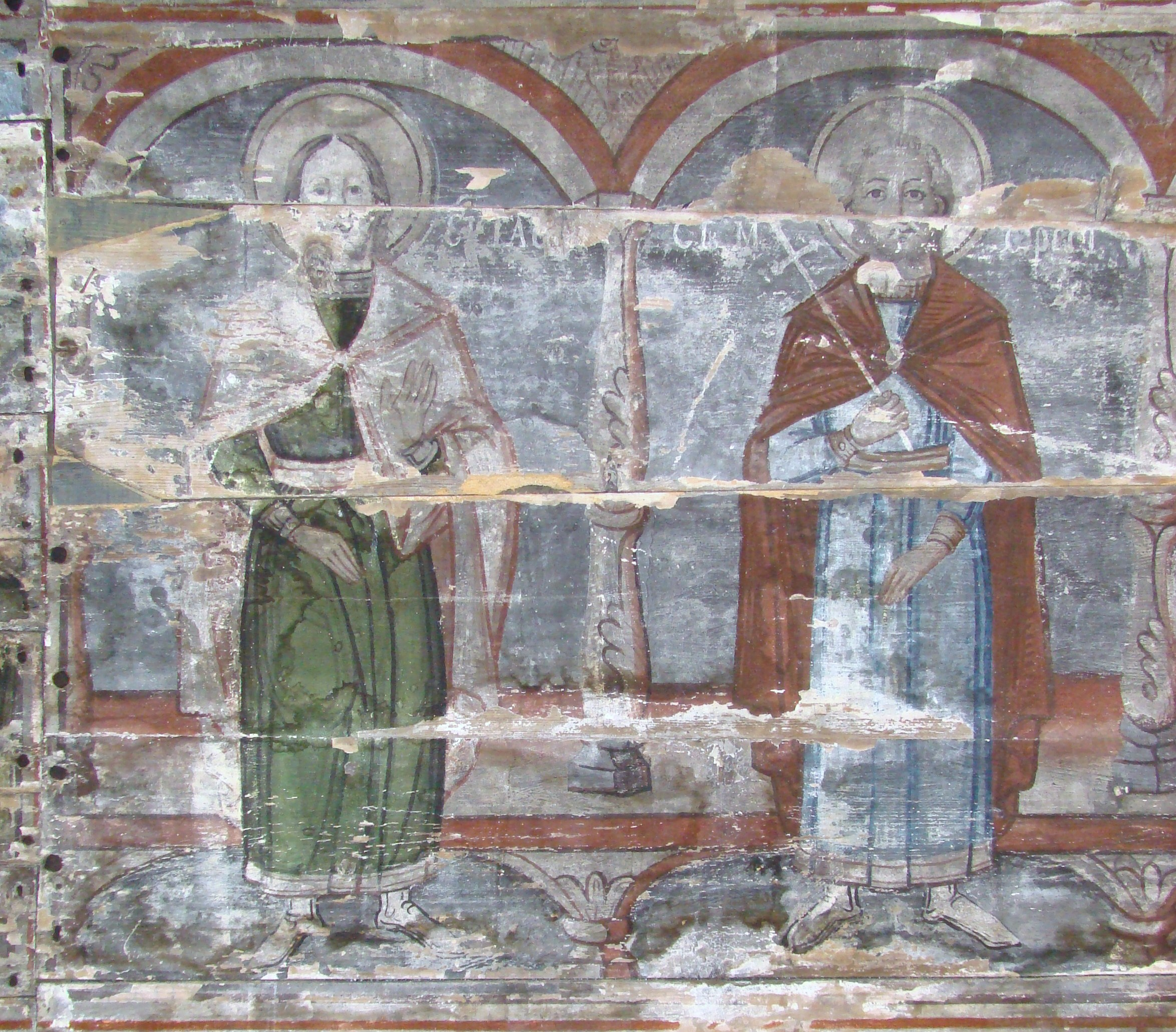
Sfinți Mucenici

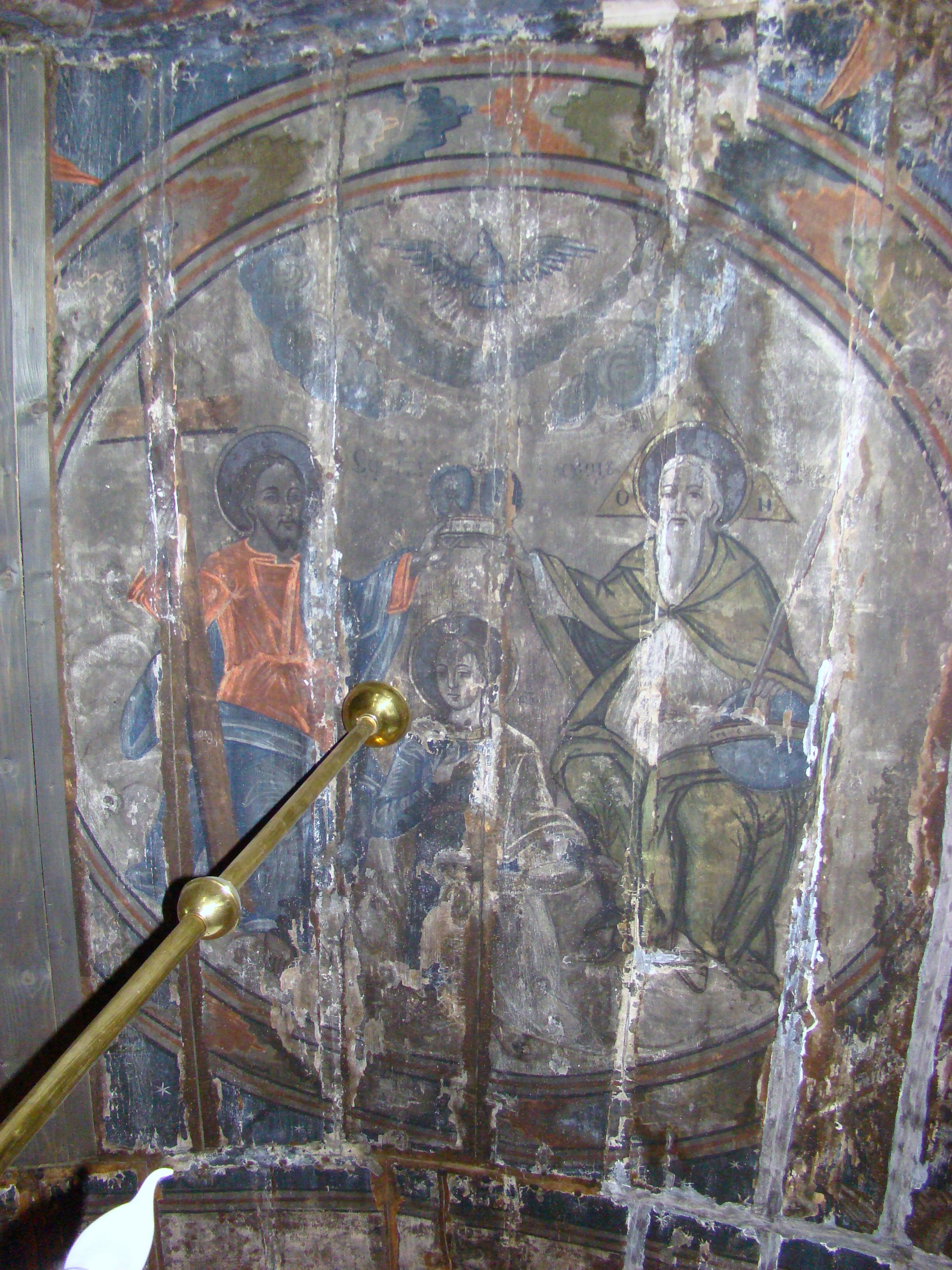
Sfânta Treime

Biserica de zid cu hramul „Cuvioasa Paraschiva” din Lăpușnic, comuna Dobra, județul Hunedoara, este un vechi monument românesc zidit în piatră în secolul al XVII-lea. Biserica se află pe noua listă a monumentelor istorice sub codul LMI:  HD-II-m-A-03357.

## Istoric și trăsături
În satul Lăpușnic (comuna Dobra) de la poalele nordice ale munților Poiana Ruscăi, atestat documentar în anul 1491, ca „possessio Alsolaposnak” se păstrează un lăcaș de cult străvechi, închinat „Cuvioasei Paraschiva”; biserica figurează, încă din 1948, pe lista monumentelor istorice ( HD-II-m-A-03357).
Edificiul actual, de plan dreptunghiular (21x7m) cu o absidă semicirculară nedecroșată și un turn-clopotniță masiv, este rezultatul a trei etape constructive distincte, trădate și de grosimea diferită a zidurilor (între 0,70 și 1,20 m). Din faza inițială, corespunzătoare mijlocului secolului al XVII-lea, datează doar o parte a naosului, la origine clădire civilă, donată de văduva Maria de Lazar.  Etapei secunde, din prima jumătate a secolului al XVIII-lea, îi aparține adosarea altarului actual și alungirea navei; pe boltă este însemnat „1726  martie 26”, iar pe clopotul mic anul 1728. Pronaosul și clopotnițase datorează altui șantier de renovare, desfășurat în perioada 1832-1843; pe fațada nordică a turnului s-a păstrat fragmentar textul unei pisanii din 1843. Alte reparații s-au executat în anii 1869-1879, 1911, 1930, 1942, 1956, 1969-1970 și 1998-1999. În dreotul celor două intrări, de sud și de vest, au fost adosate pridvoare deschise de lemn. 
Lăcașul a fost împodobit, la nivelul boltei comune a navei și a altarului, cu un valoros veșmânt mural, realizat în anul 1726, pe o căptușeală de scânduri, de un meșter zugrav rămas necunoscut. Un alt pictor anonim a reîmpodobit biserica în 1817; decorul iconografic se află astăzi într-o avansată stare de degradare.
Lăcașul de cult este menționat pe harta Sfântului Imperiu Romano-German din 1720, pe harta iosefină a Transilvaniei (1769-1773) și în tabelele conscripțiilor ecleziastice din anii 1733, 1750, 1761-1762, 1805 și 1829-1831.  Anterior, obștea sătească deținuse o ctitorie de lemn, ridicată, potrivit tradiției, lângă drumul spre Rădulești, în locul numit „Valea Morii”; mutată la „Piatra Albă” - în ea slujea un pustnic, retras într-o grotă din apropiere - aceasta a fost dezafectată cultului la darea în folosință a celei actuale.

## Imagini din exterior

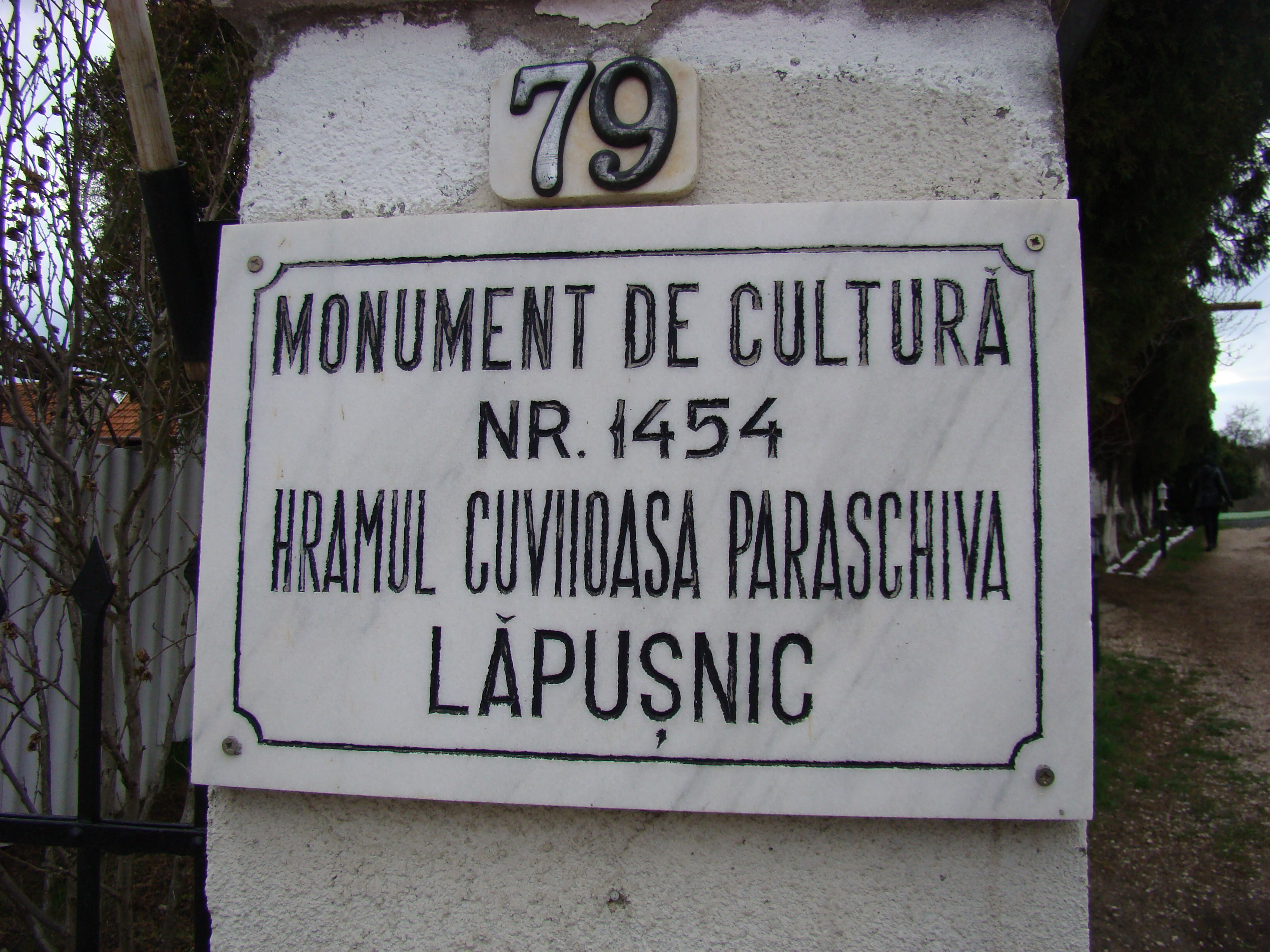
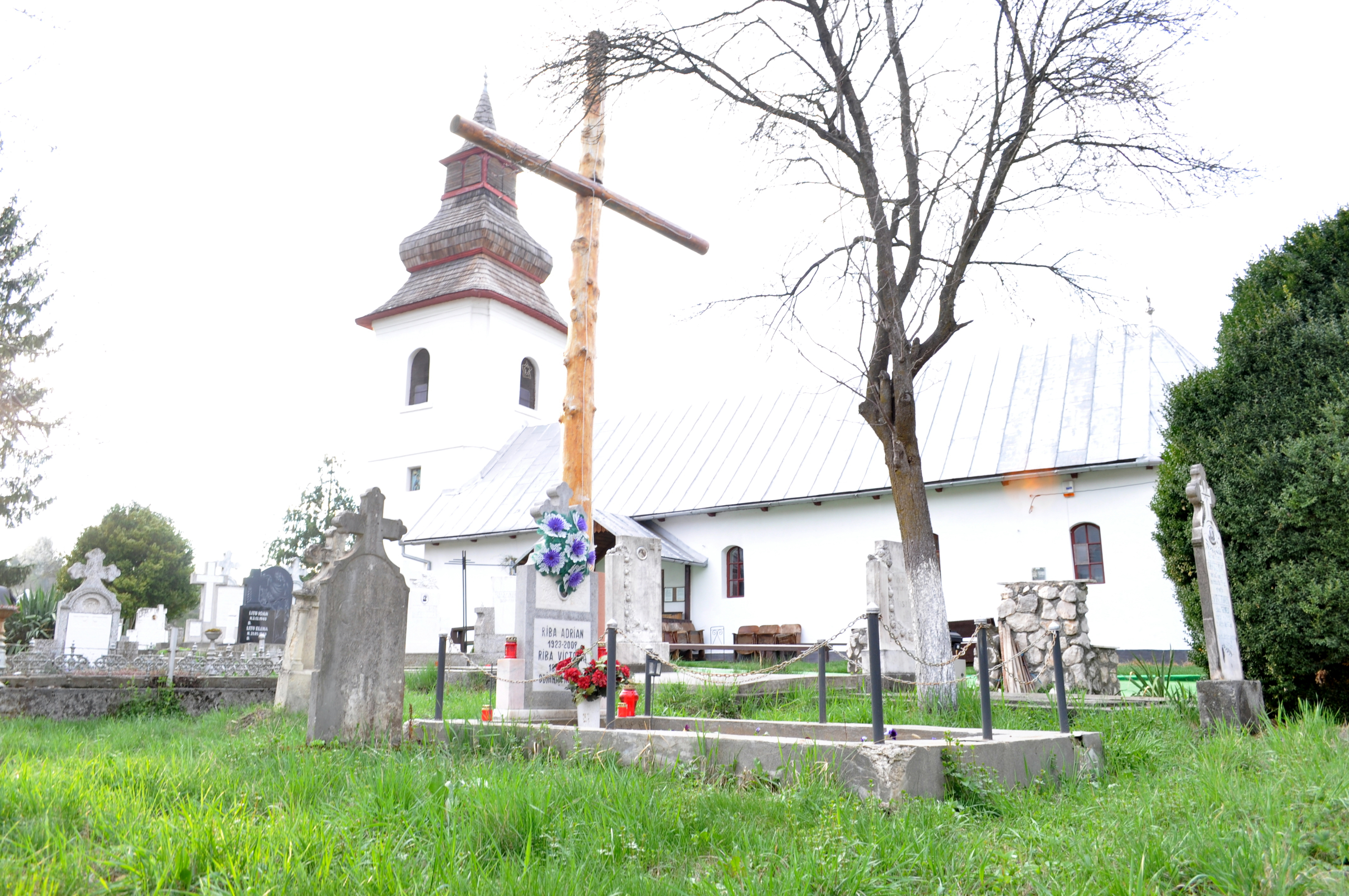
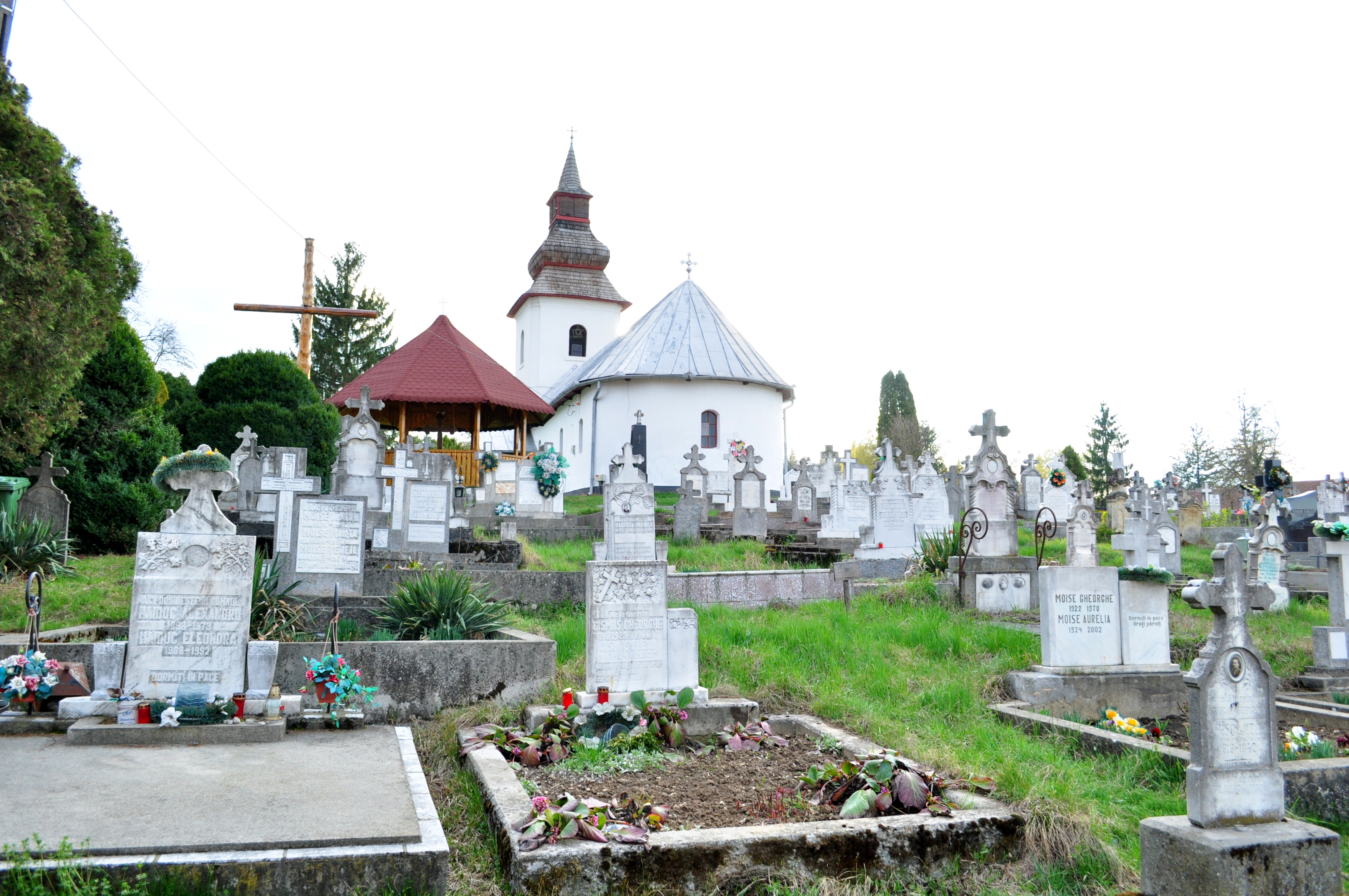
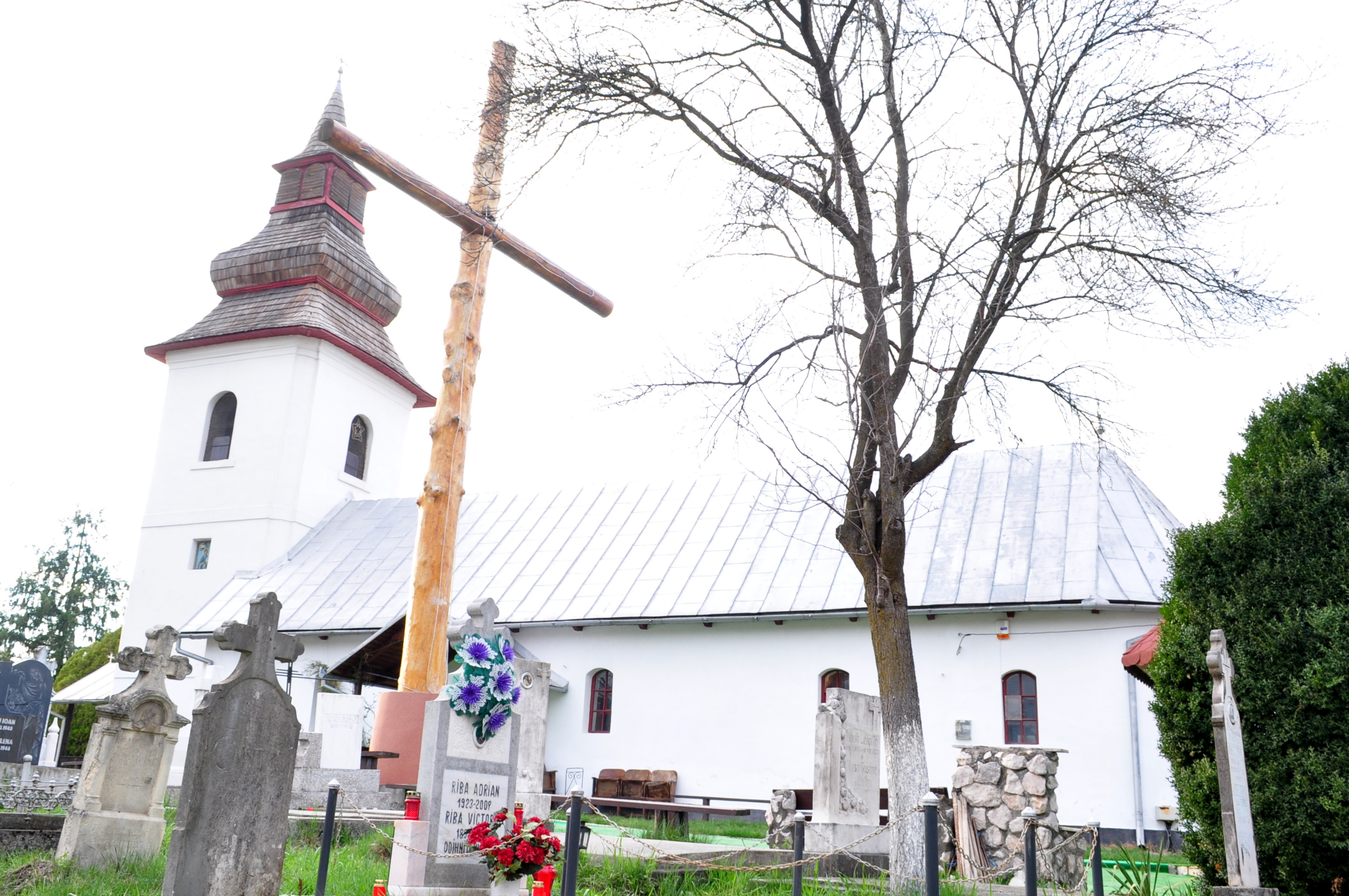
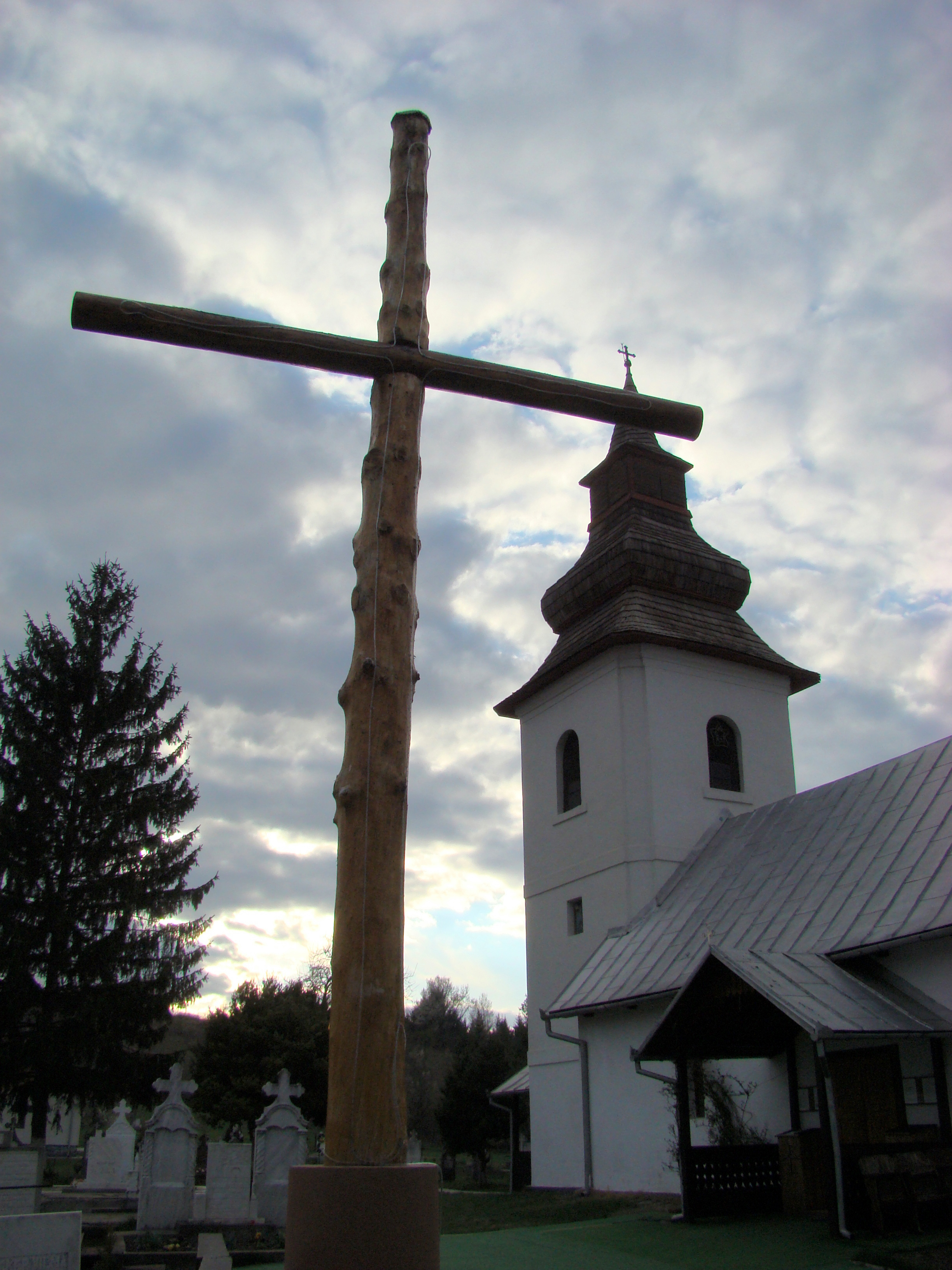
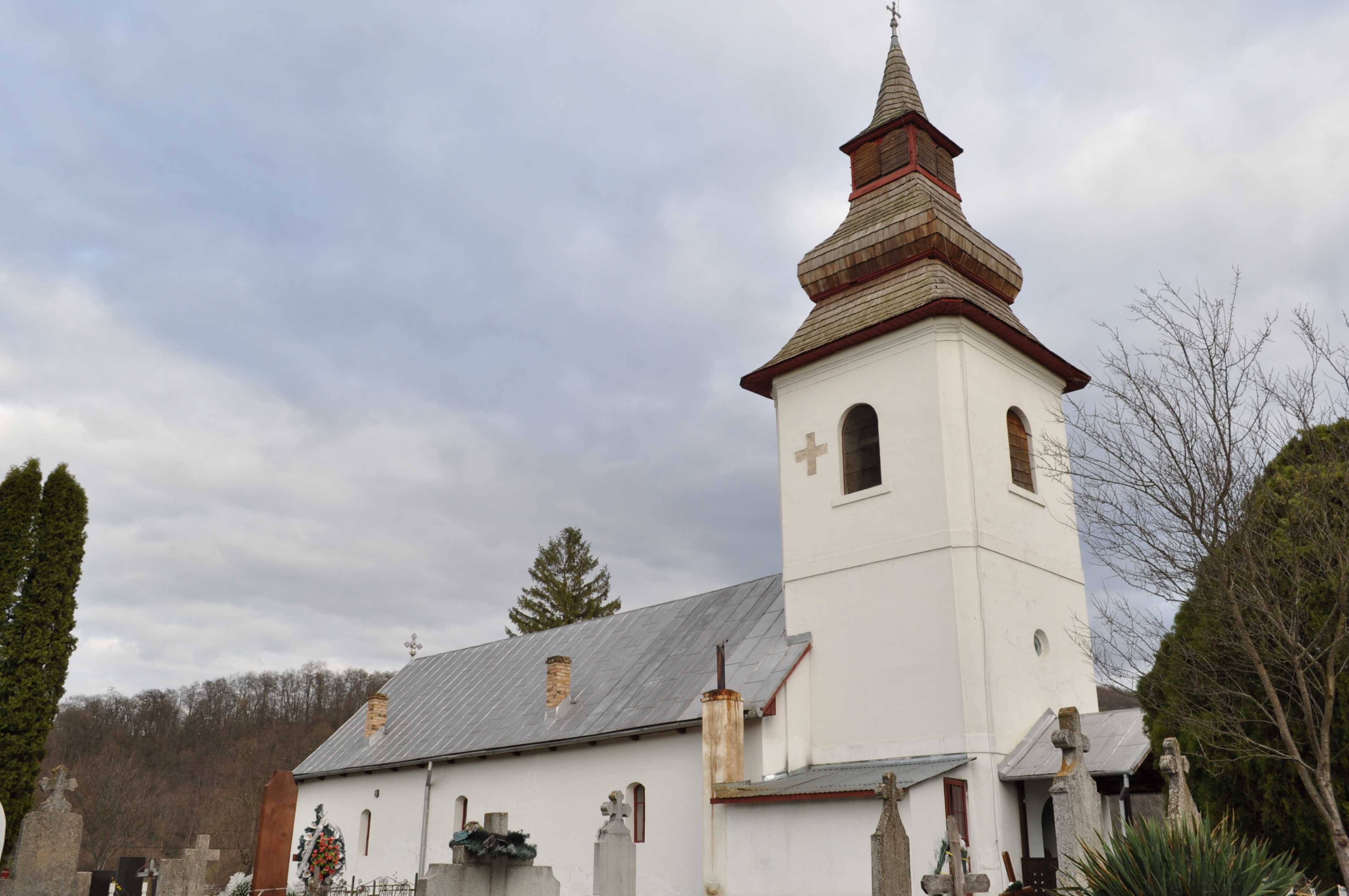
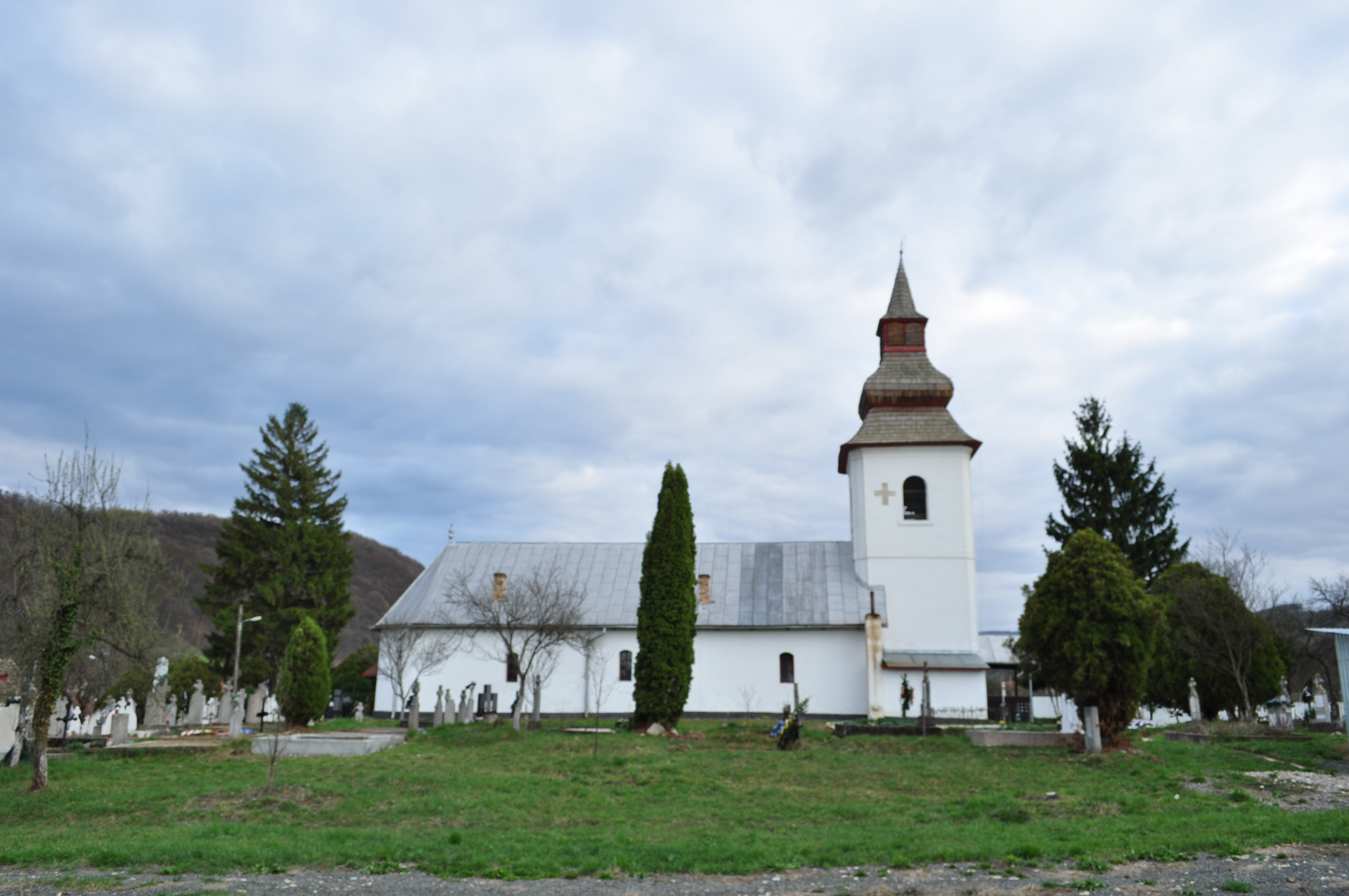
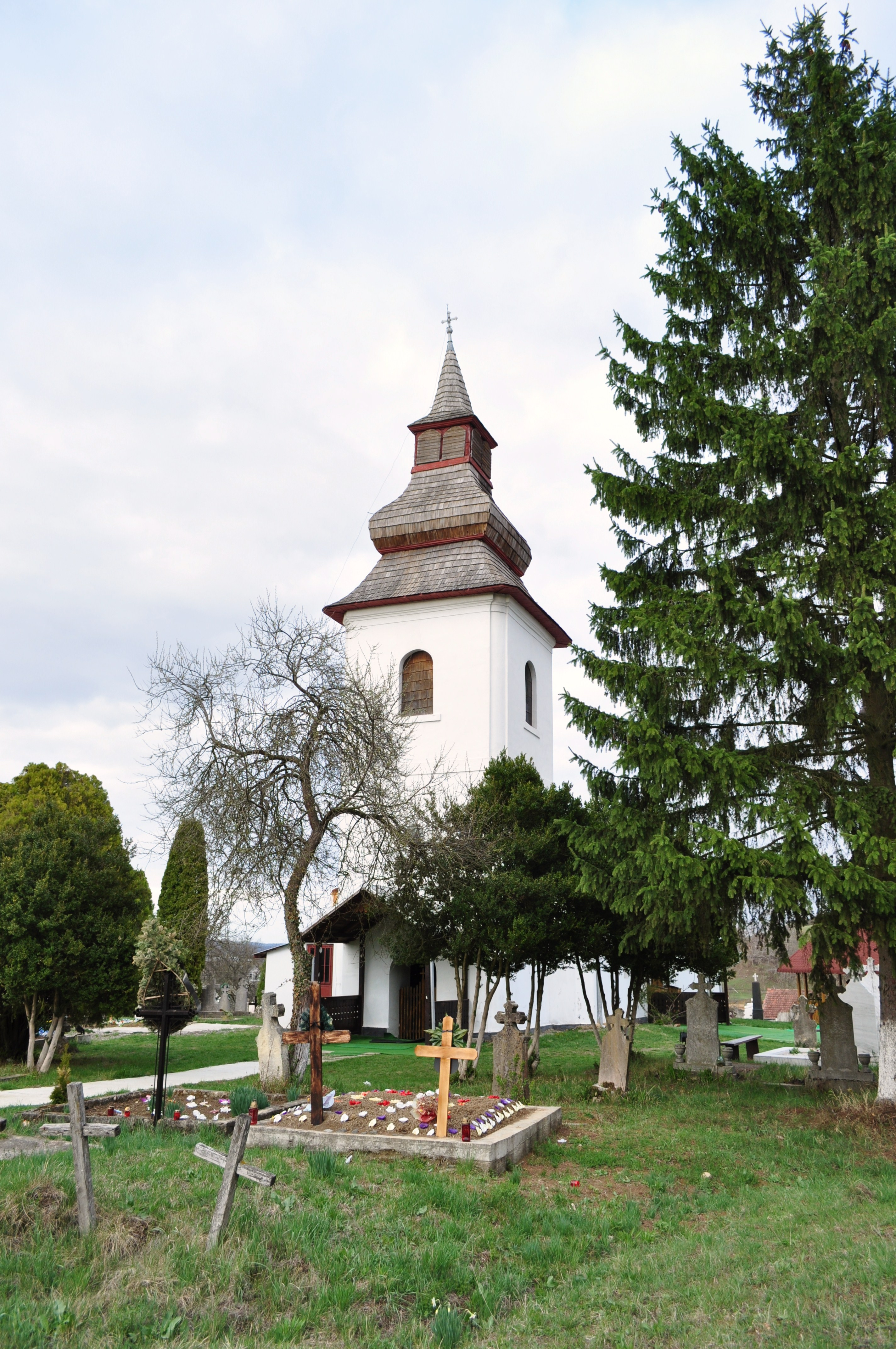
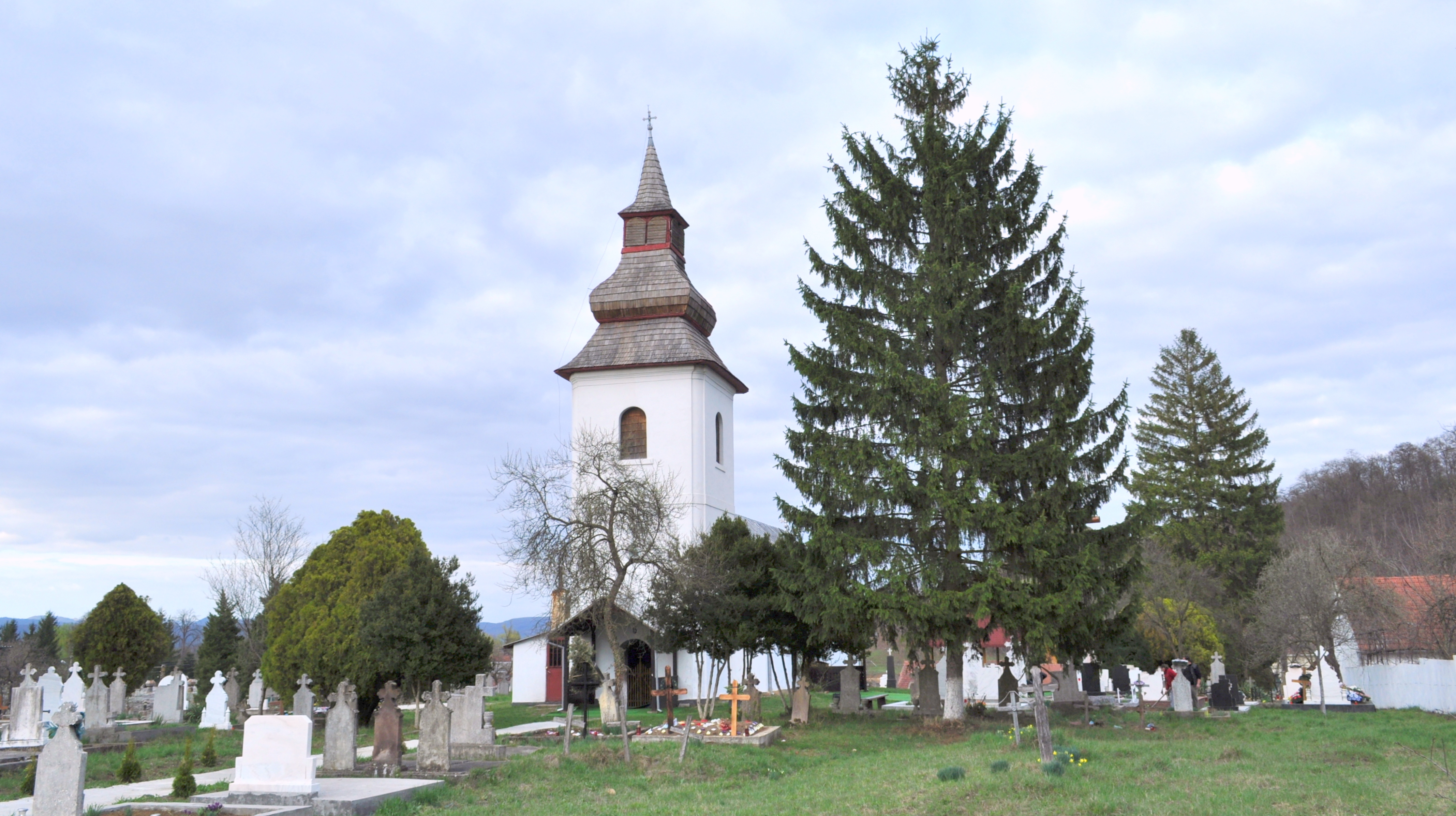
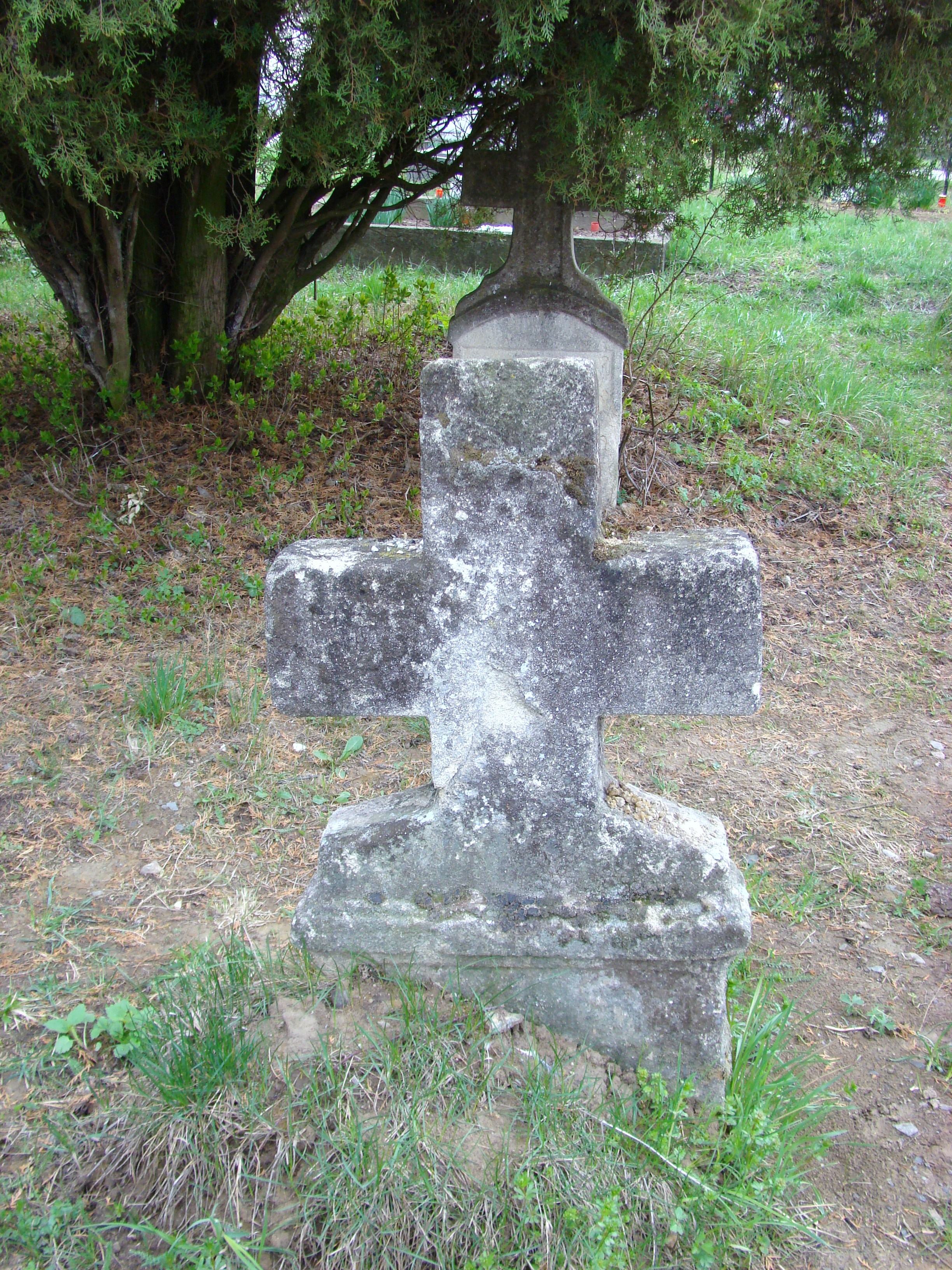
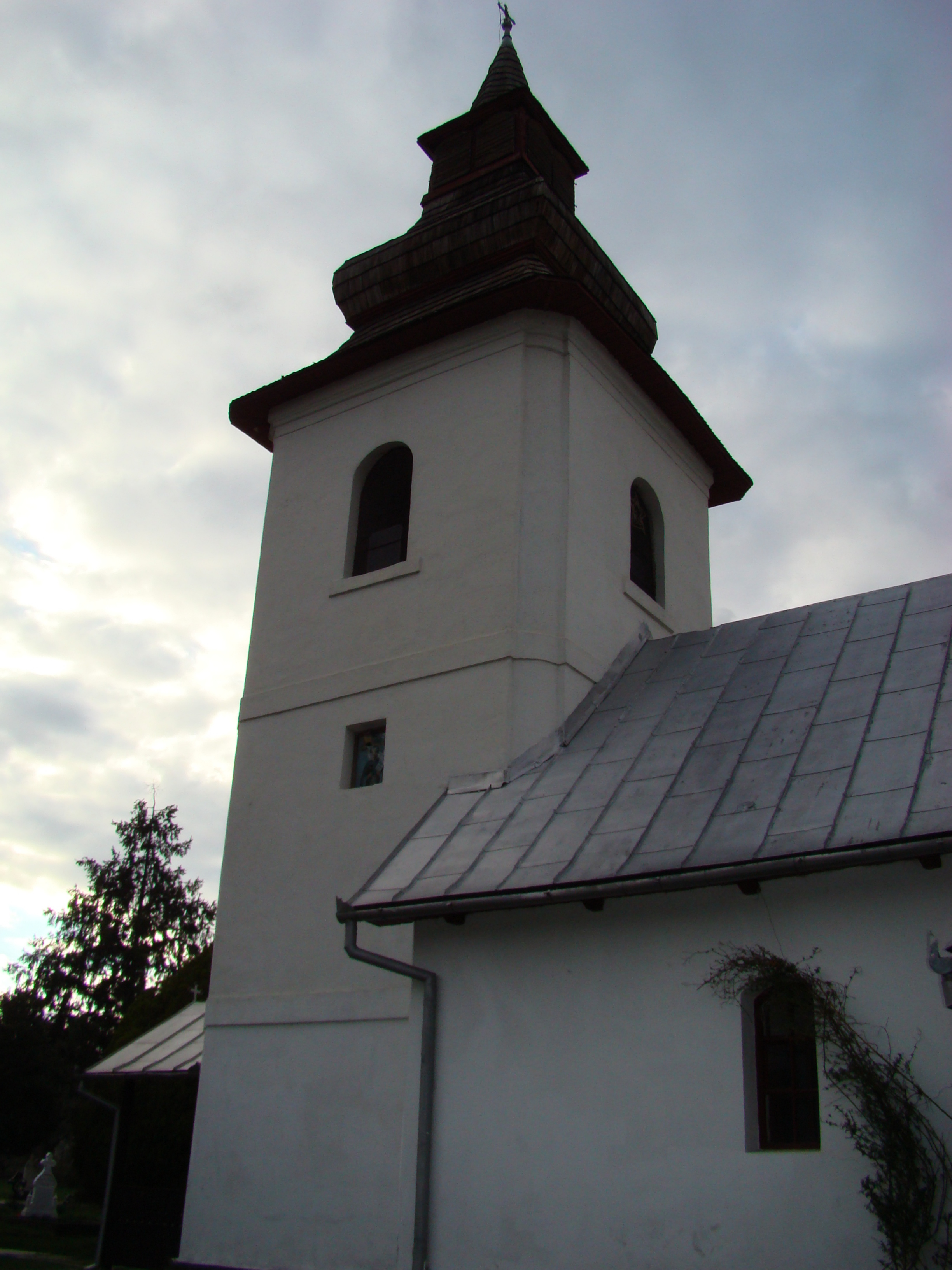
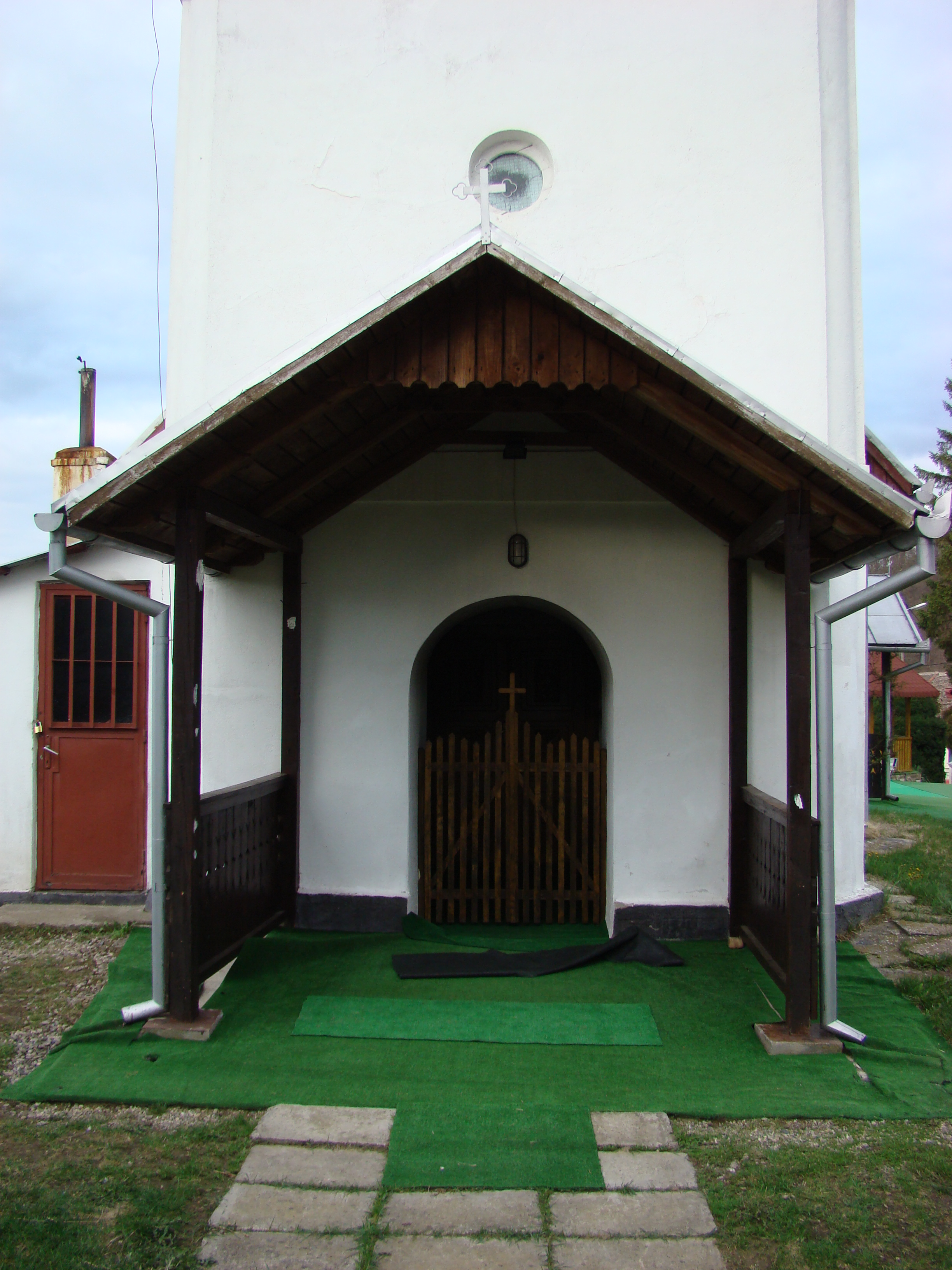
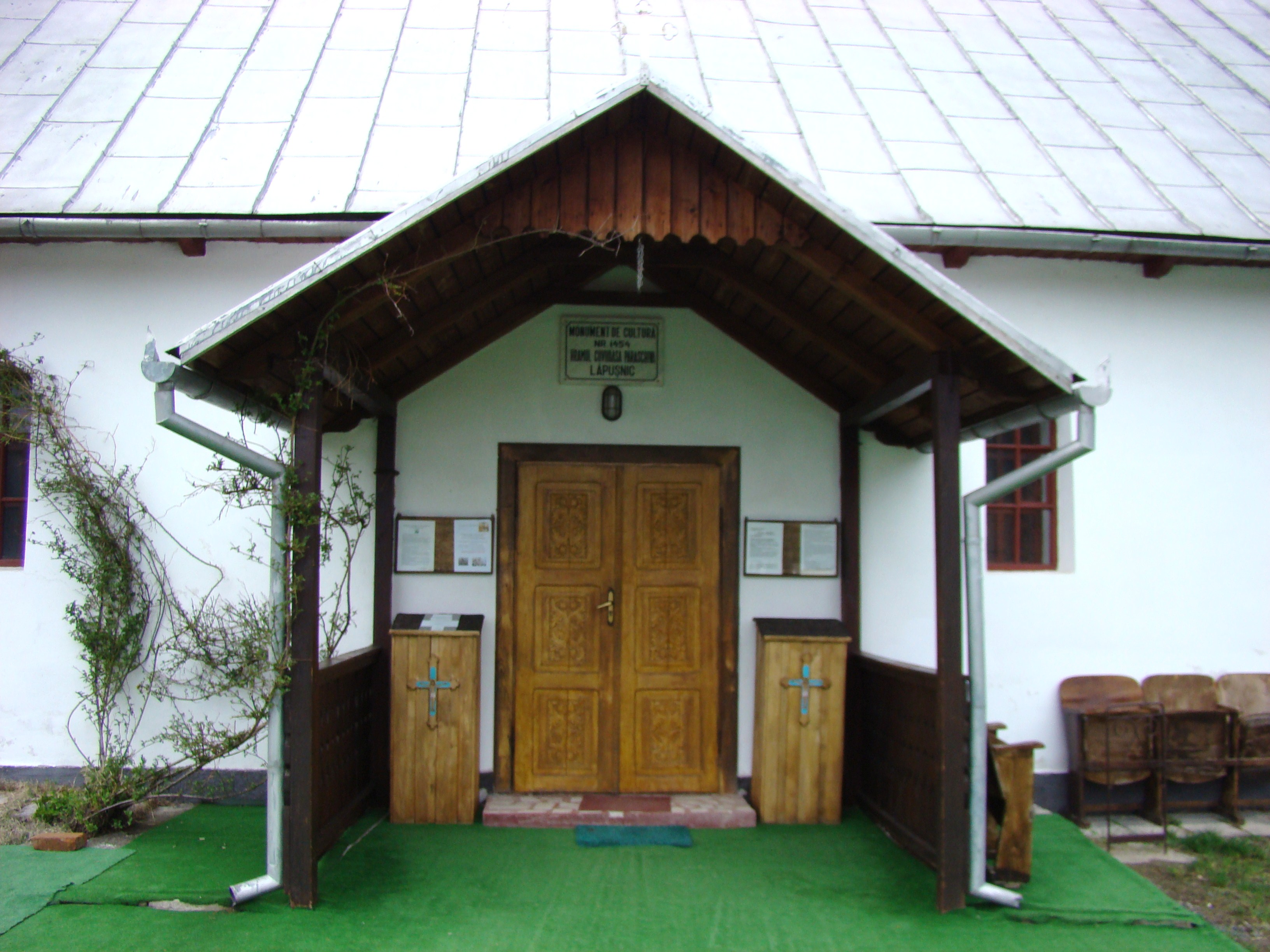
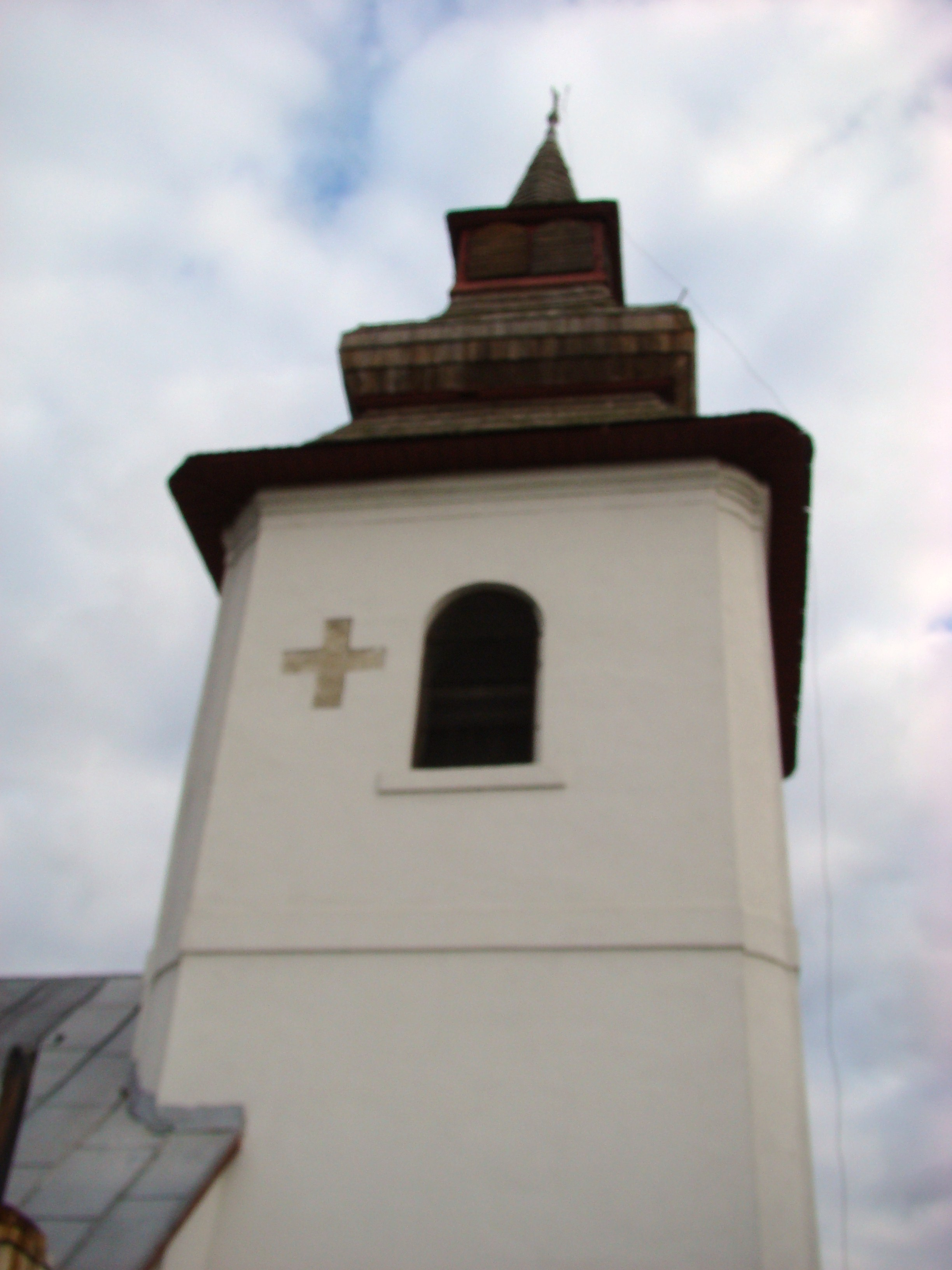
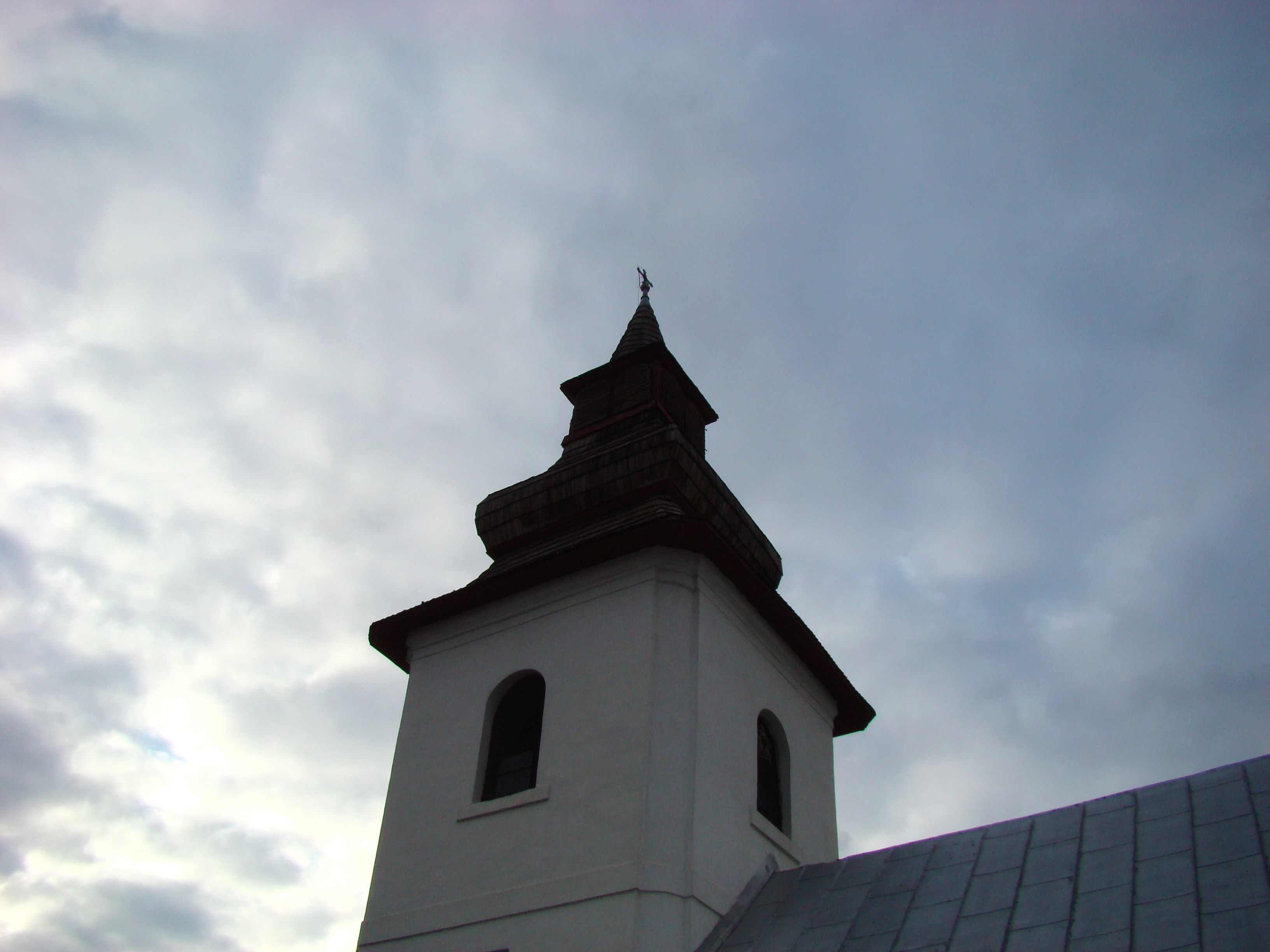

## Imagini din interior

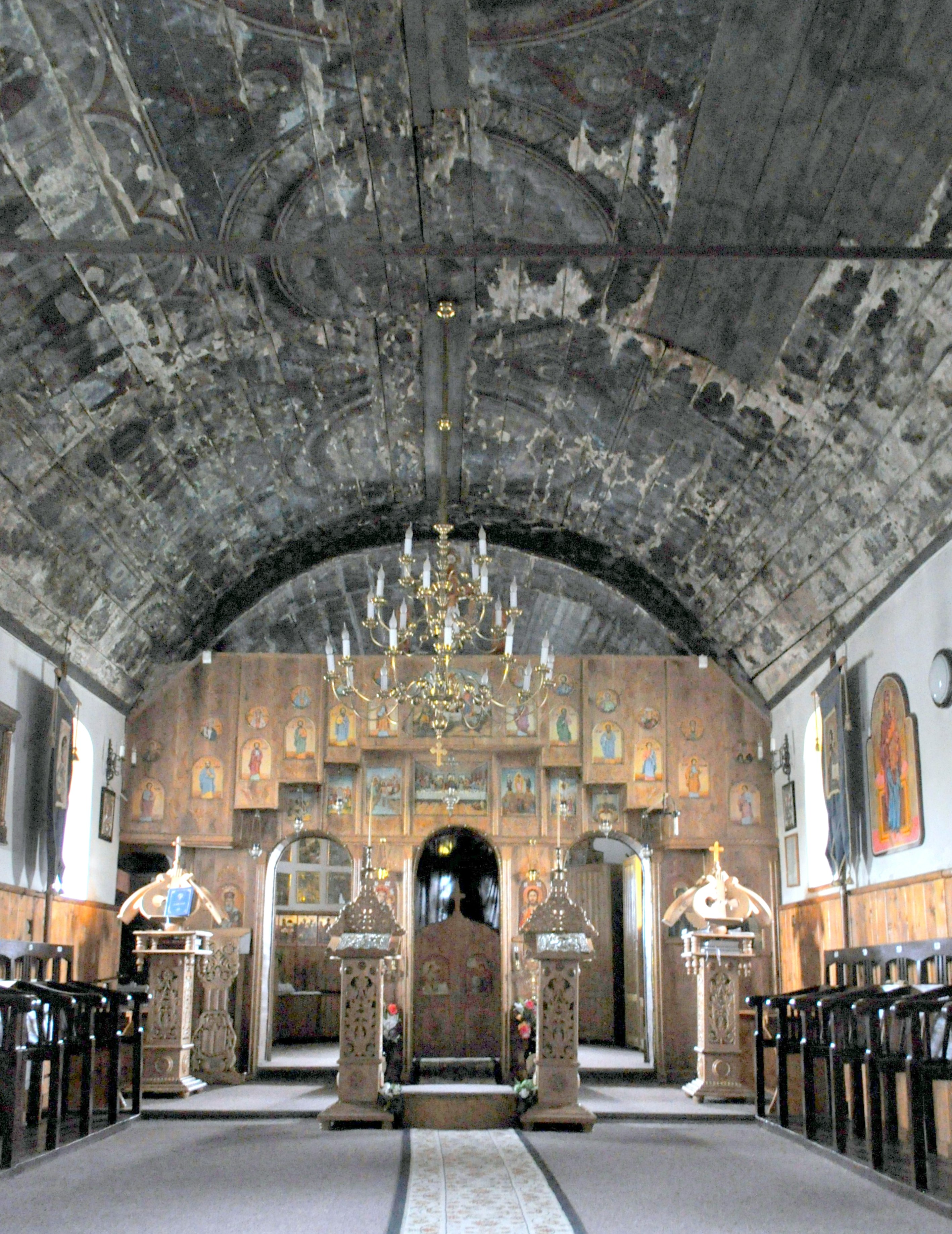
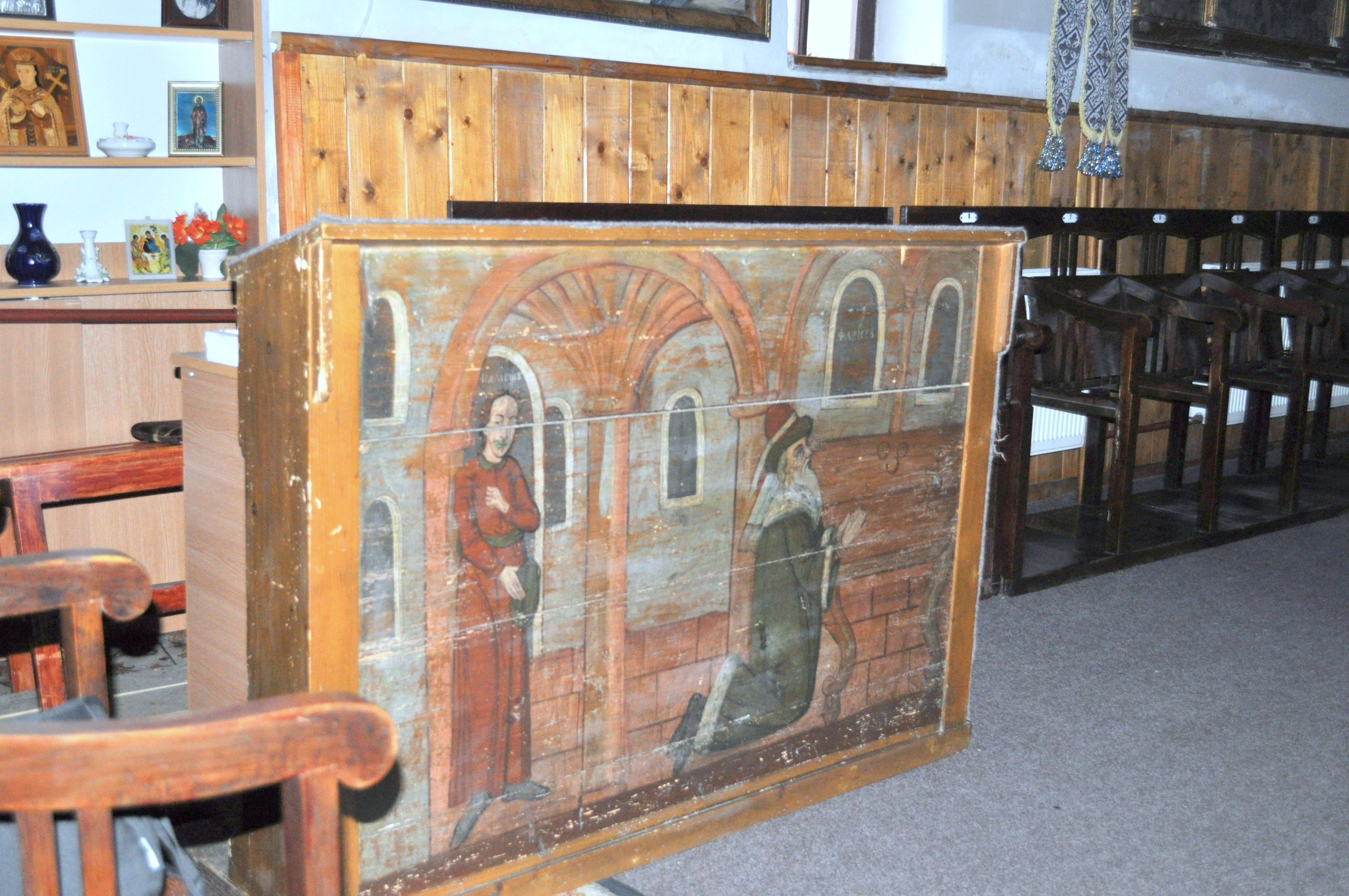
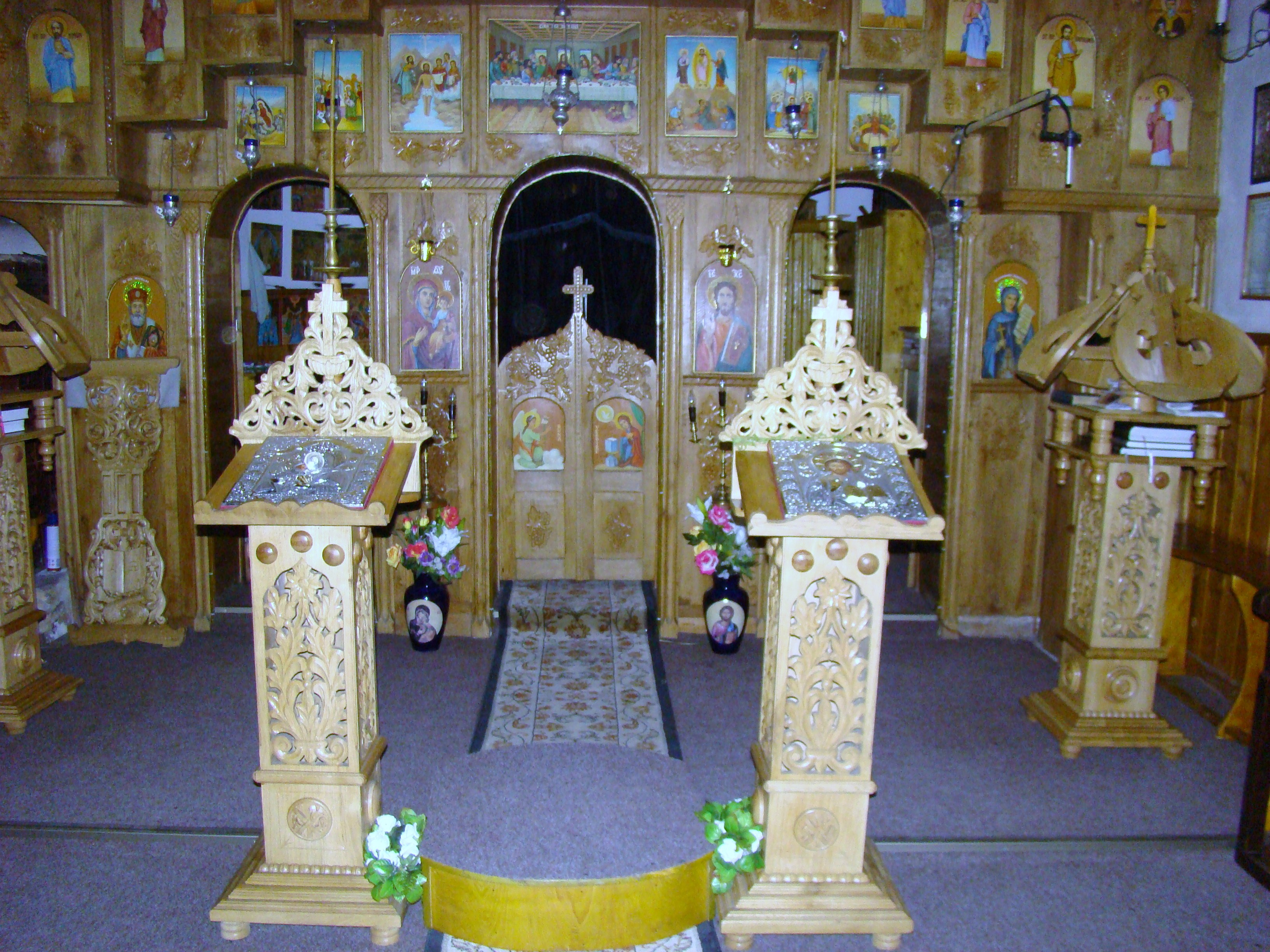
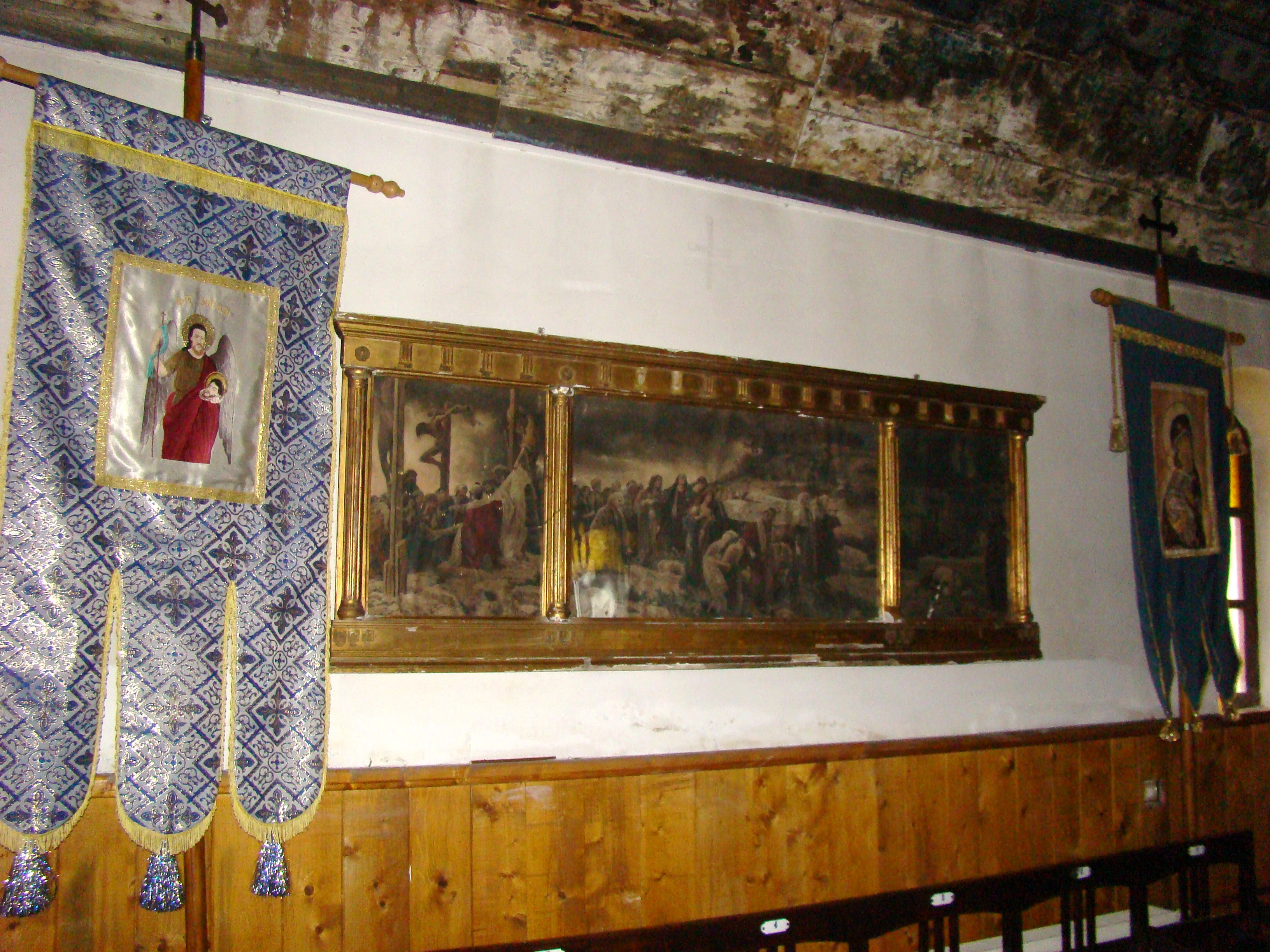
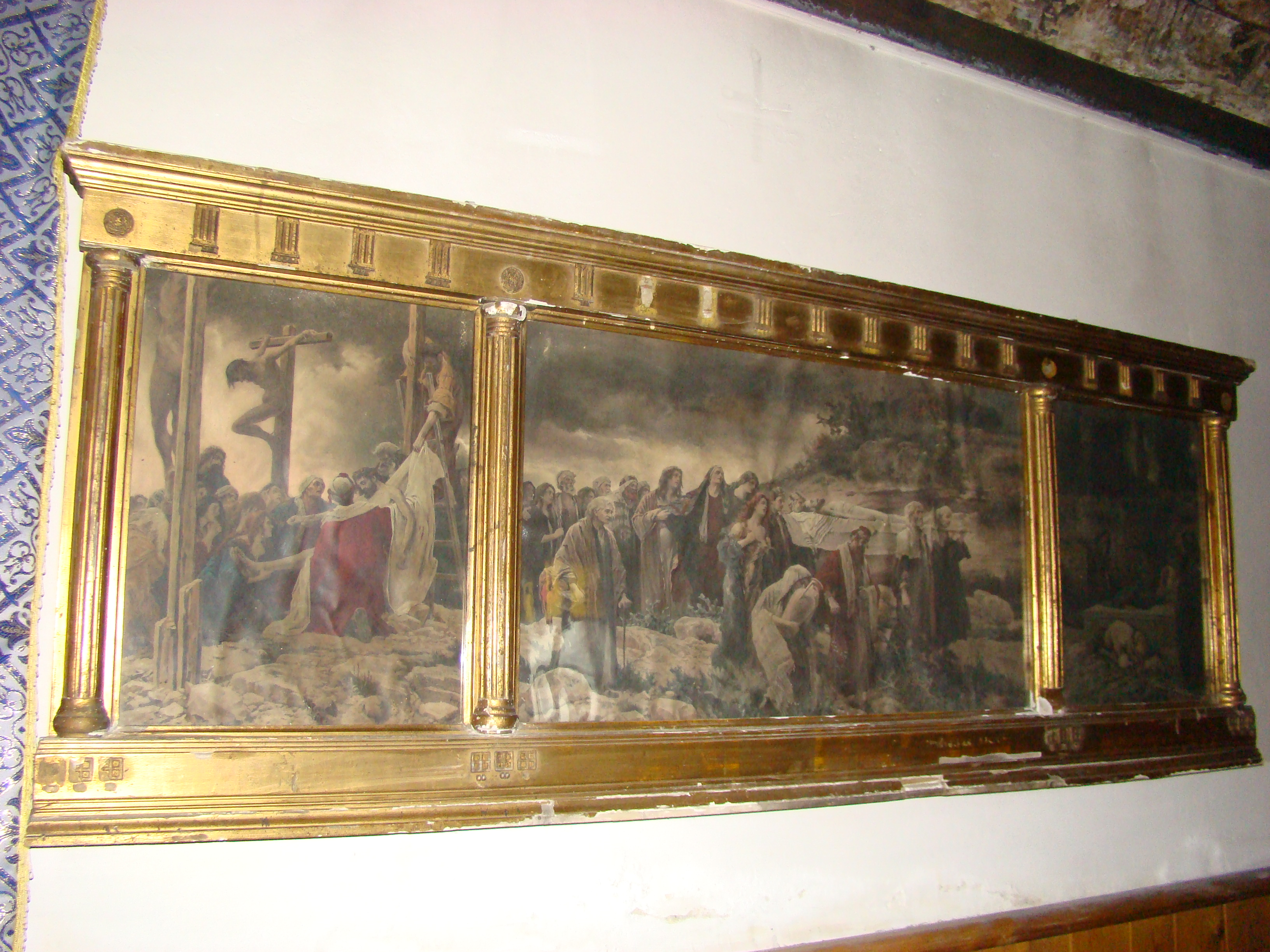
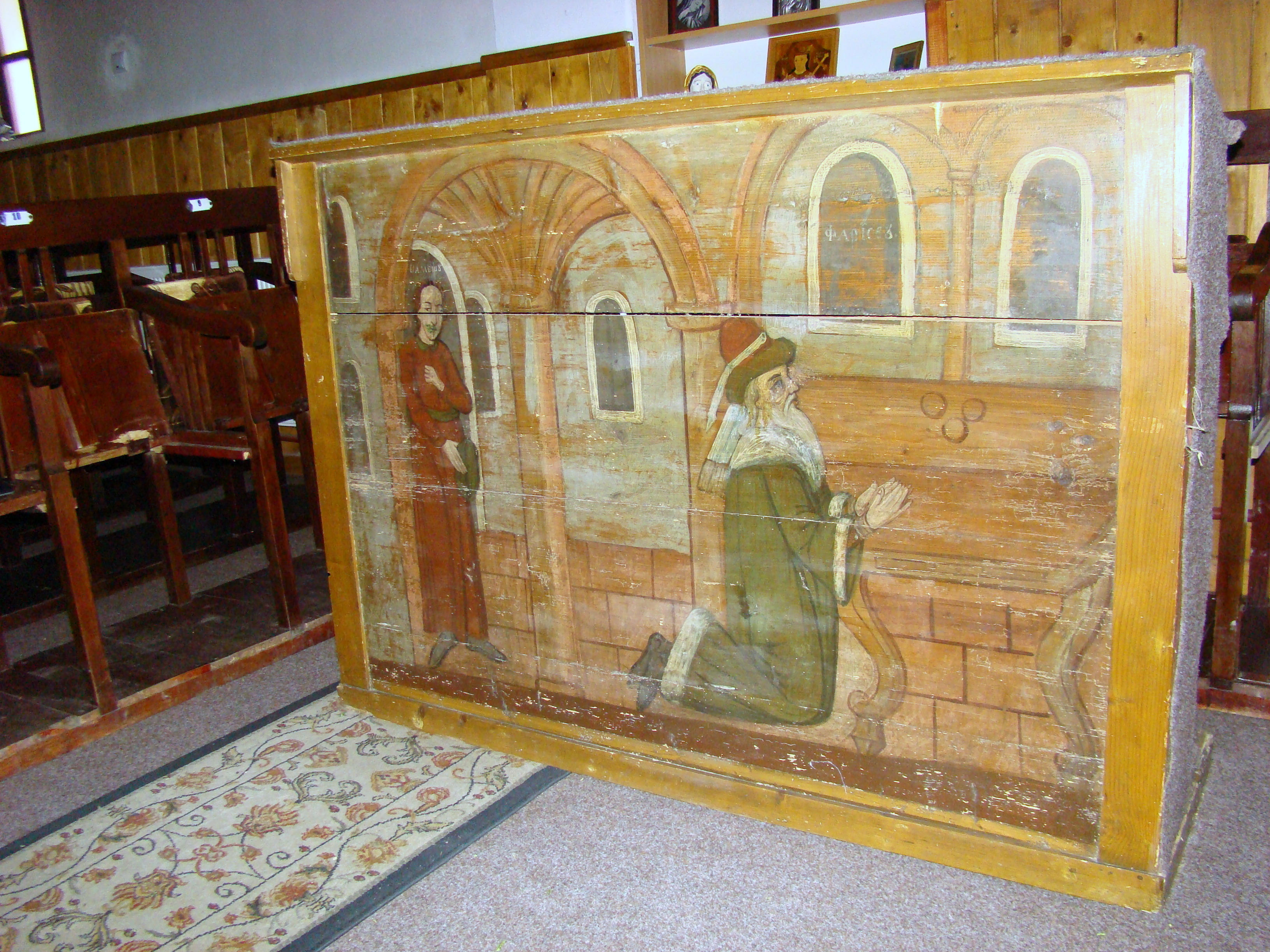
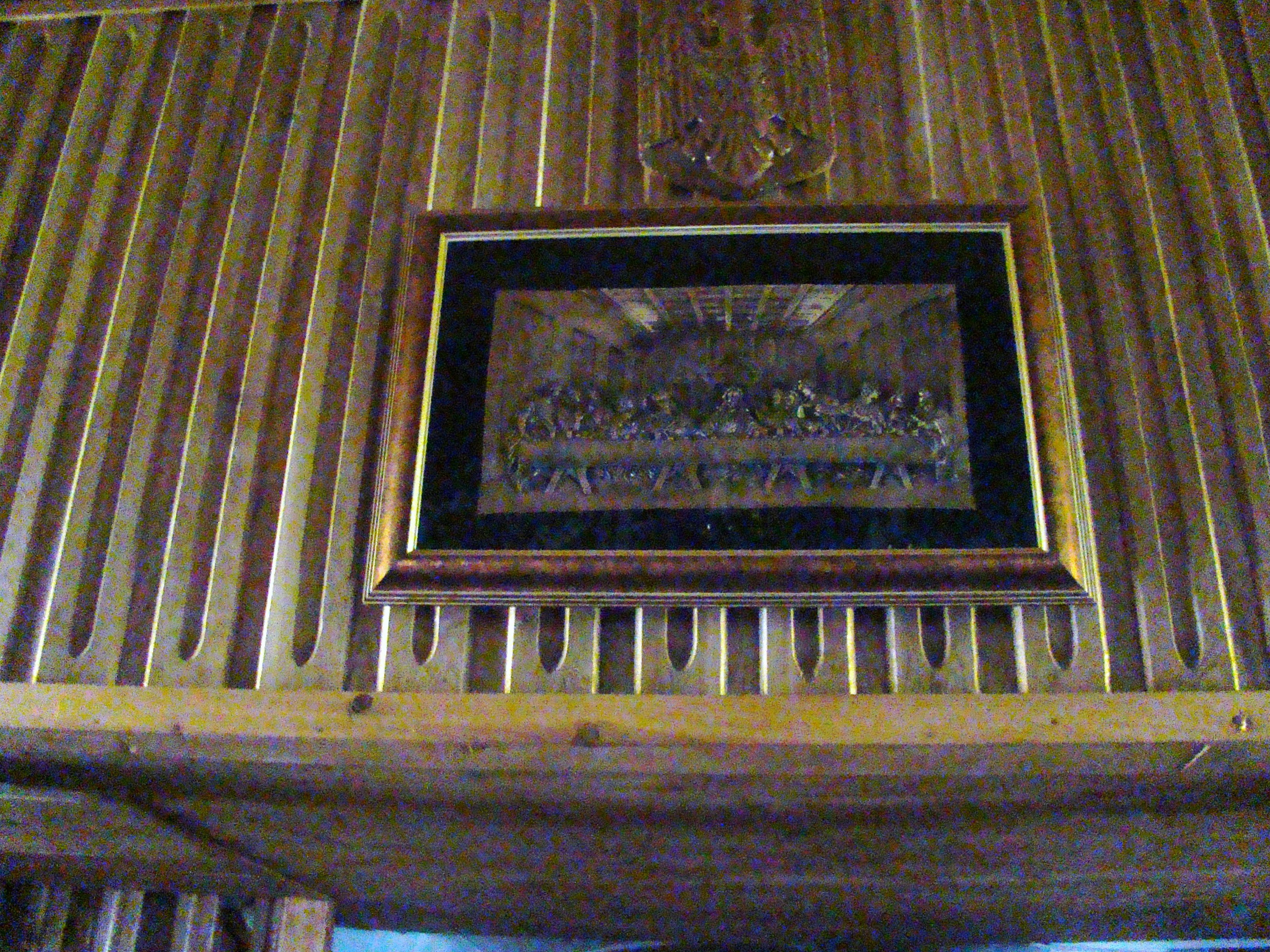
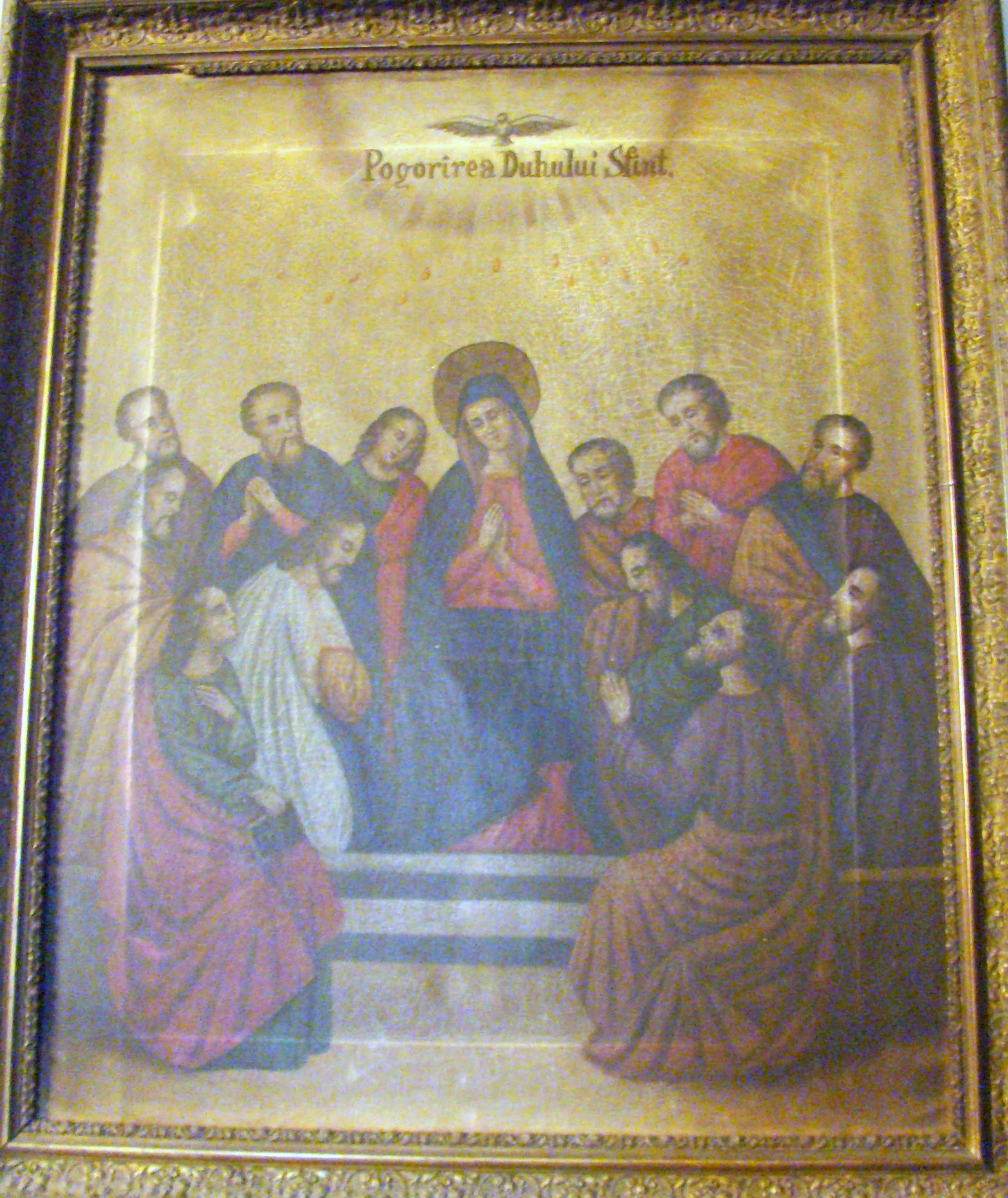
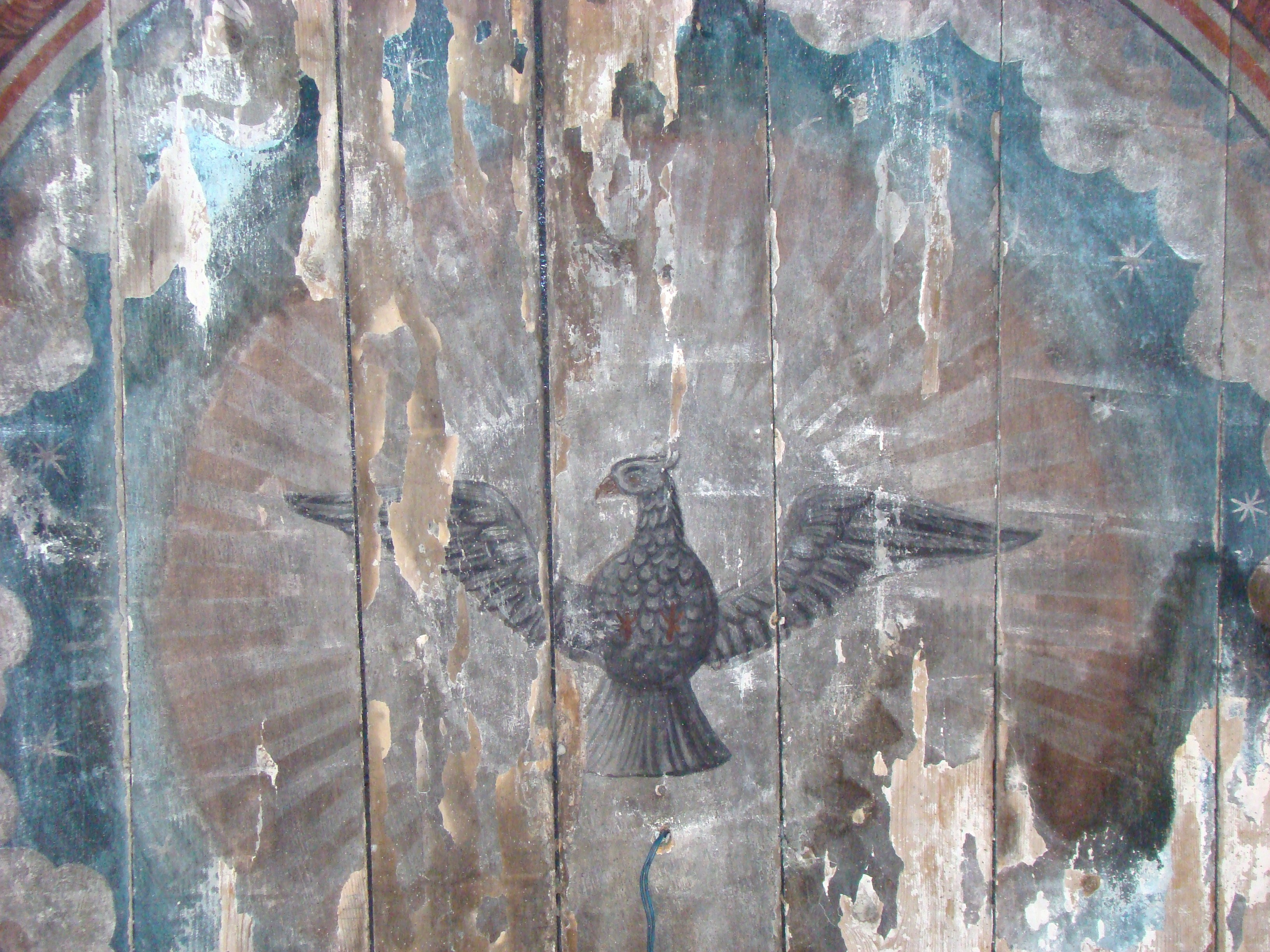
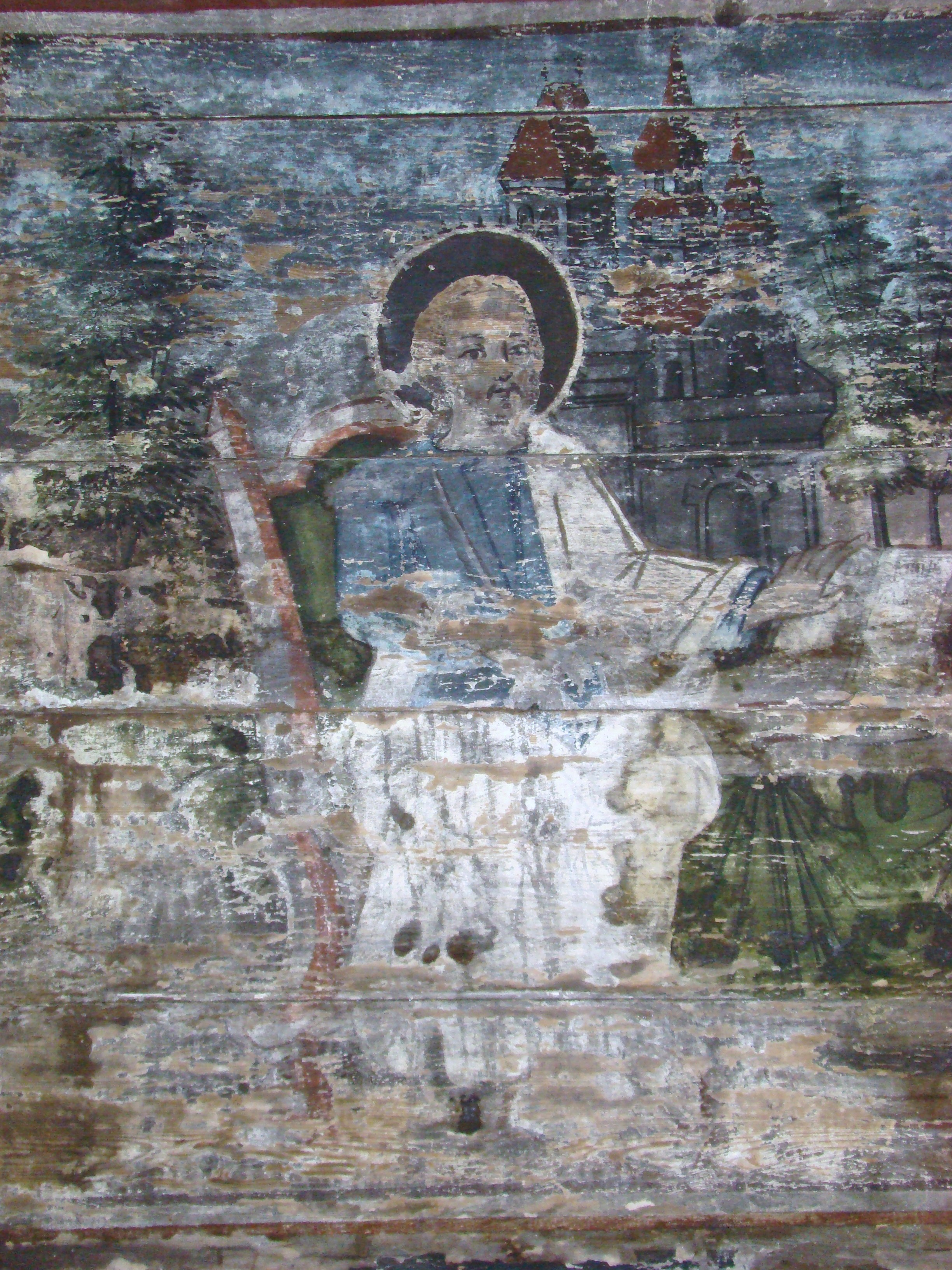
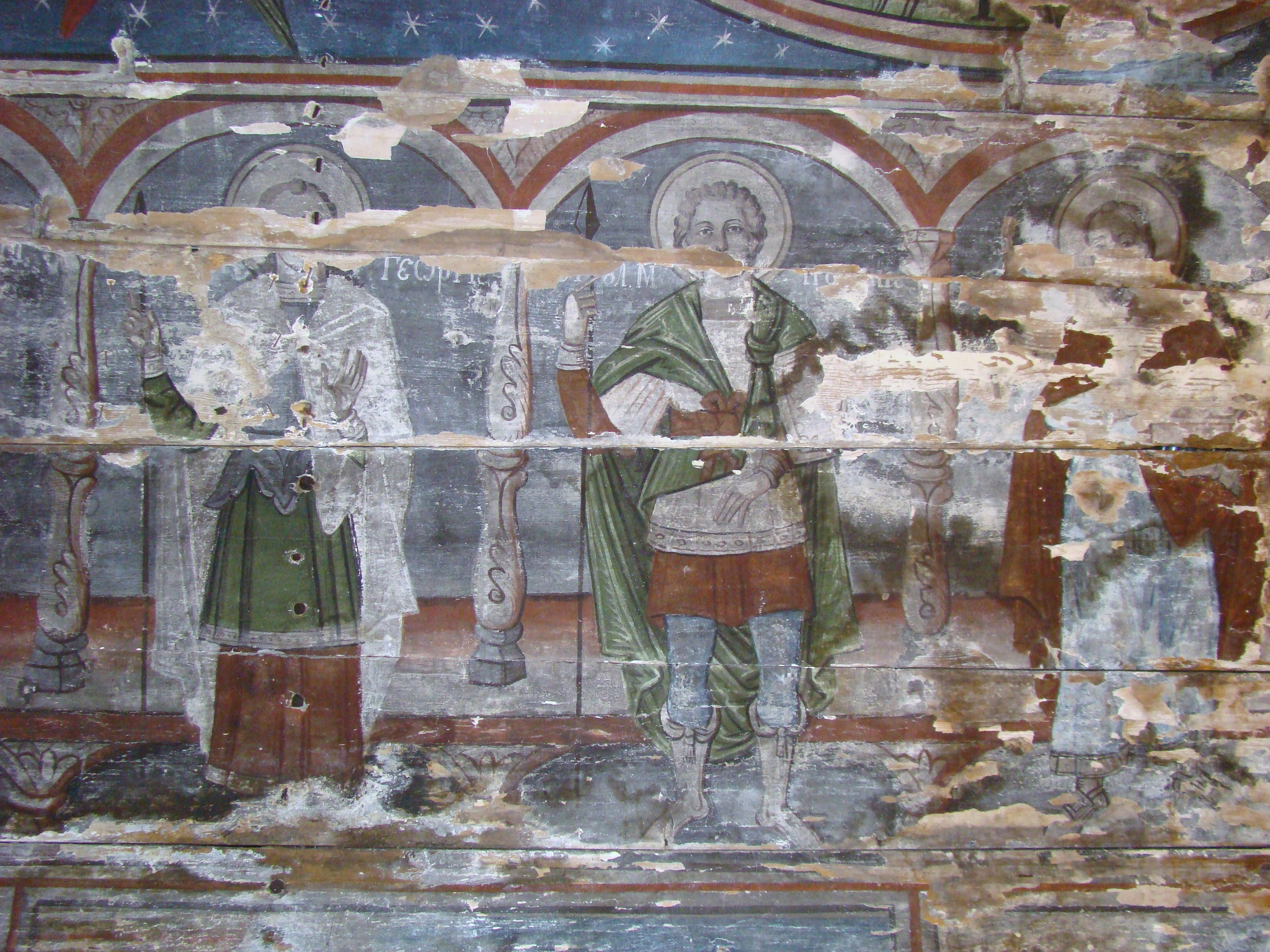
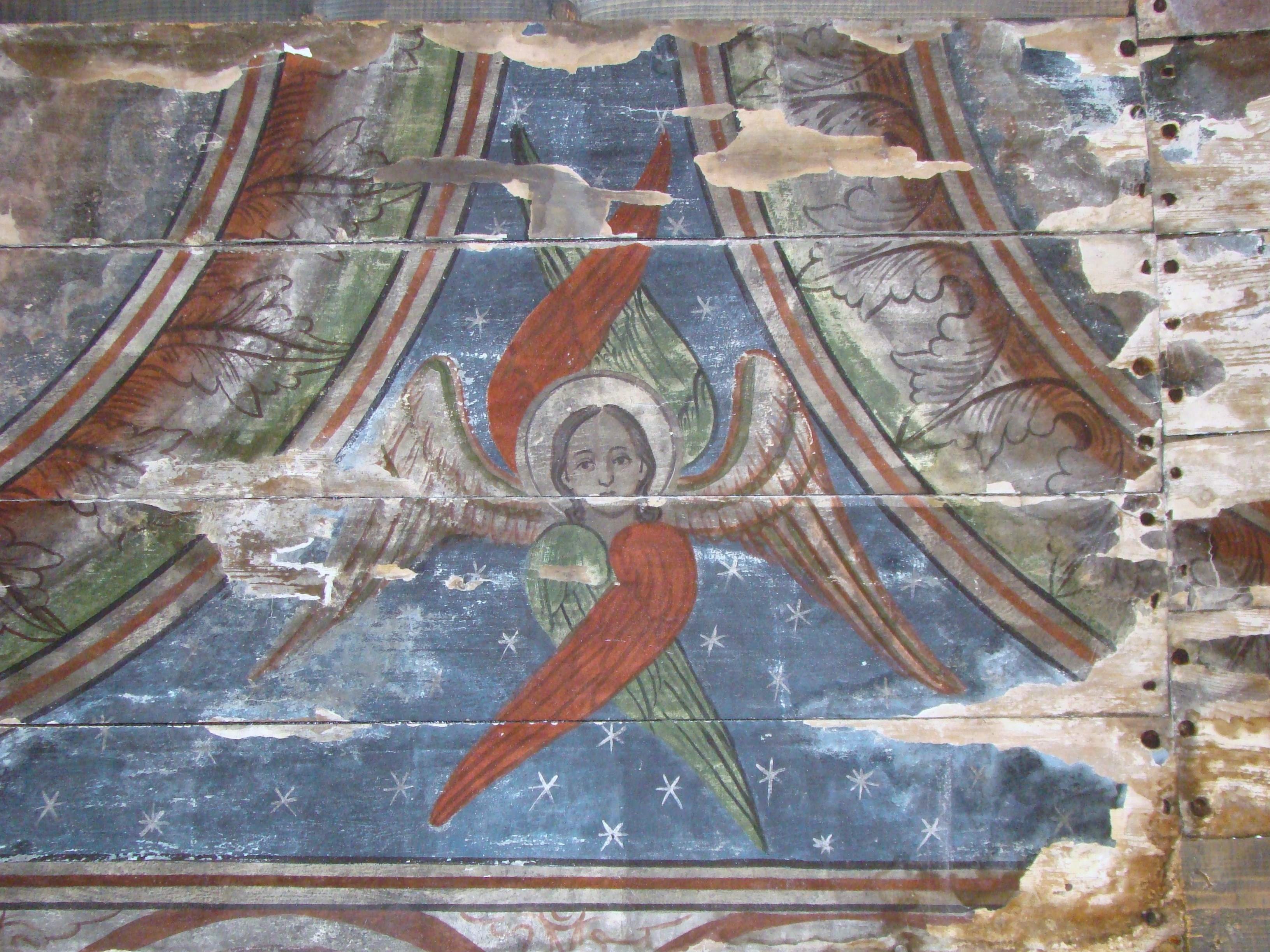
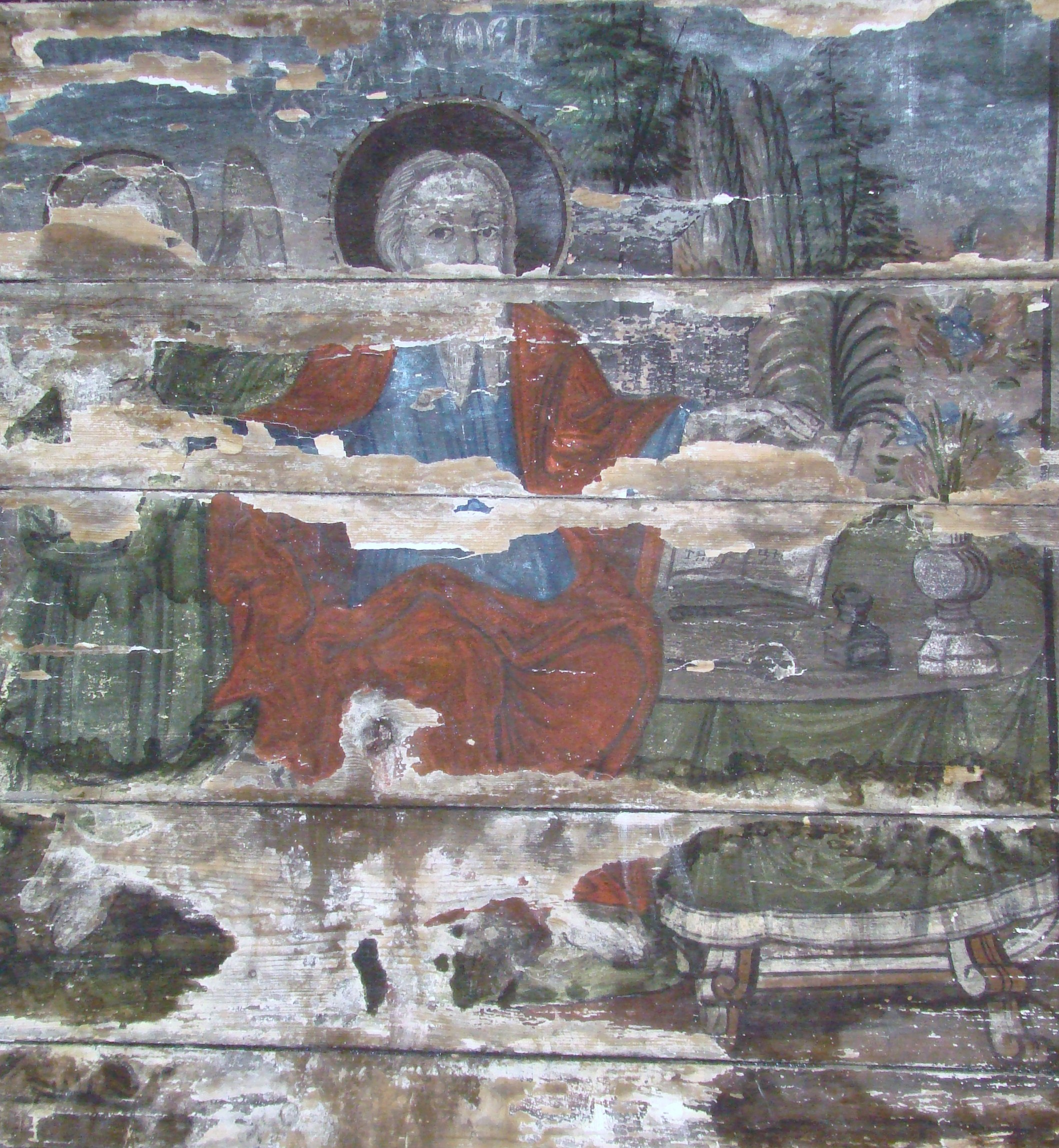
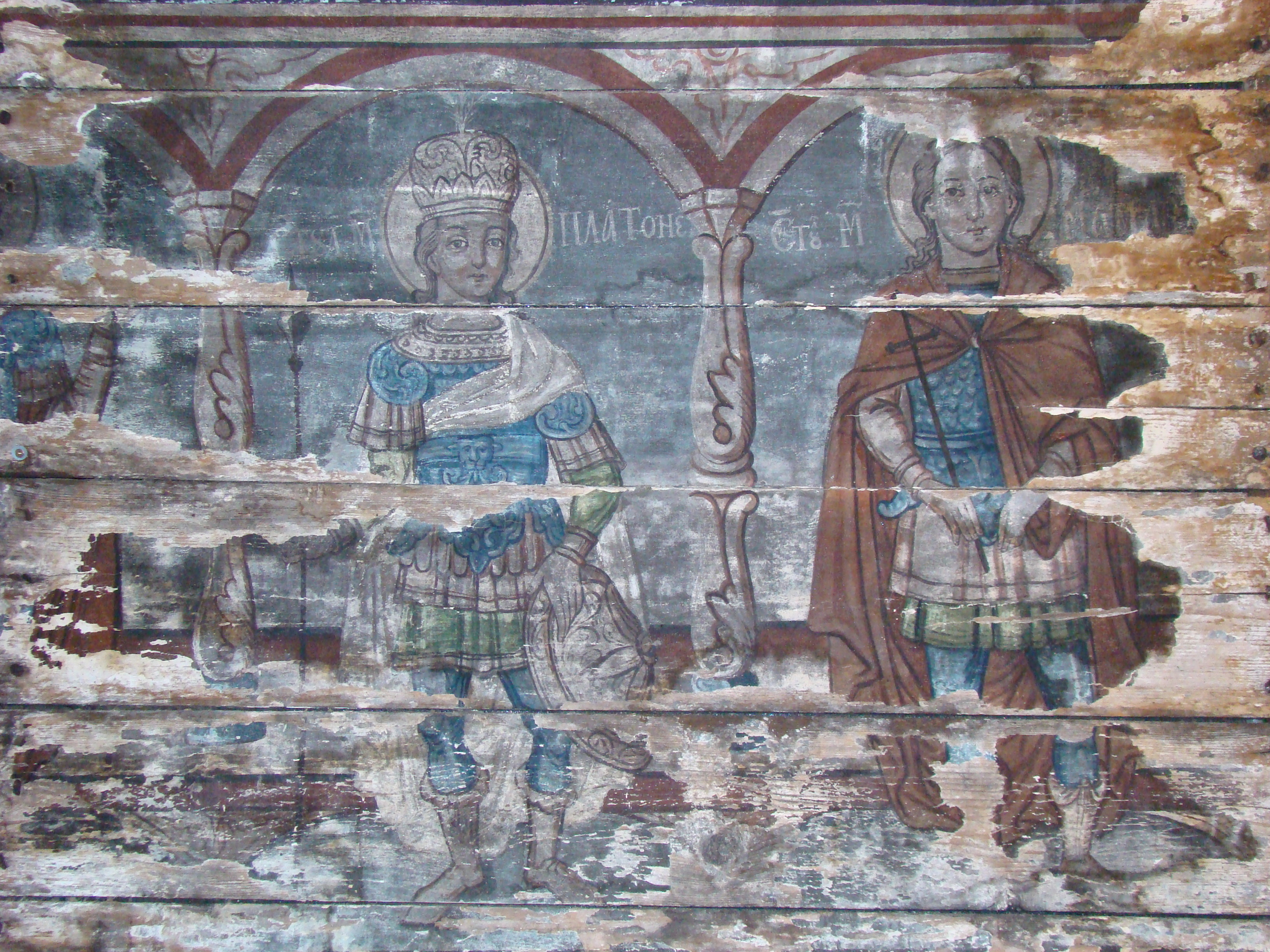
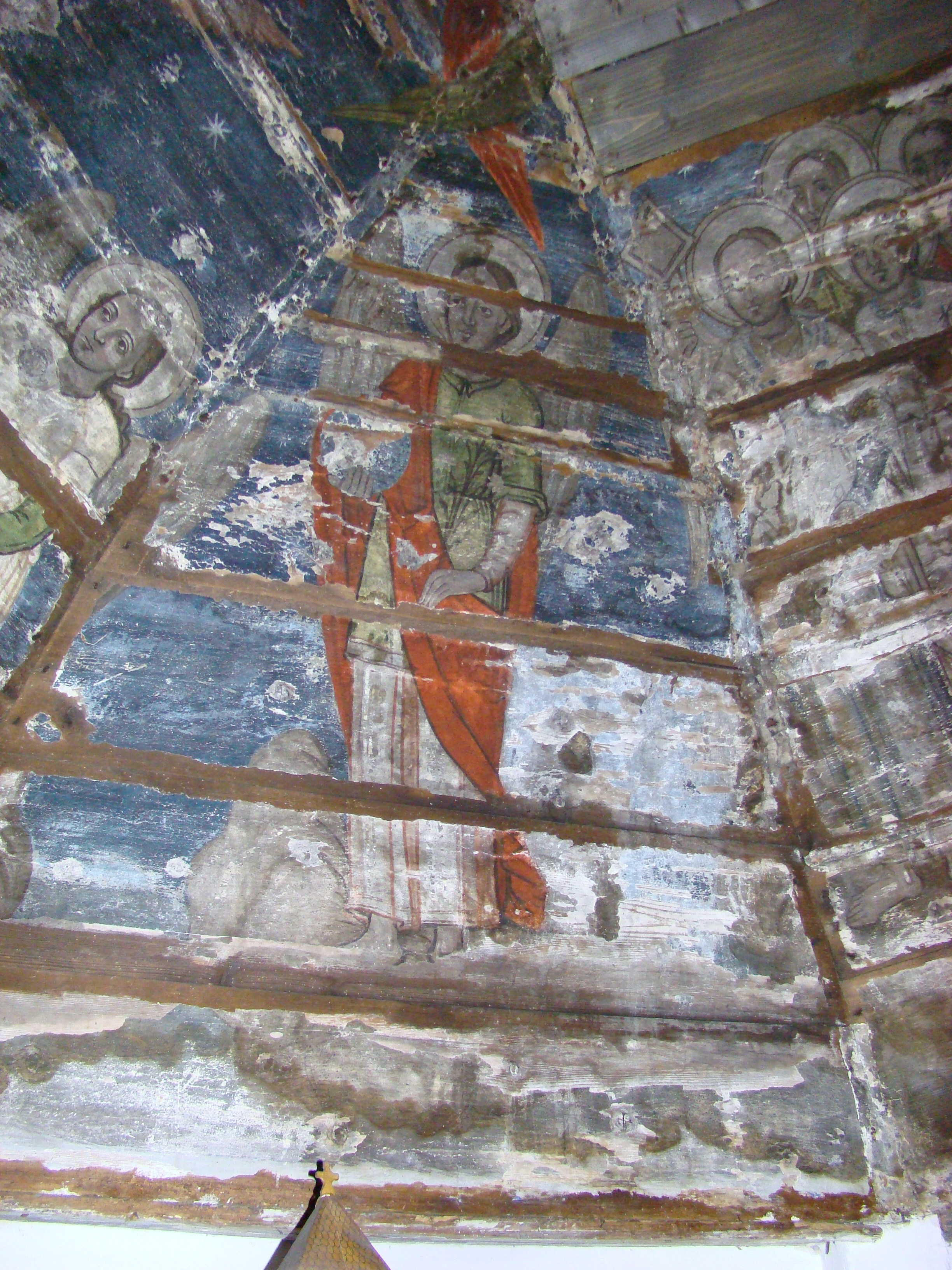
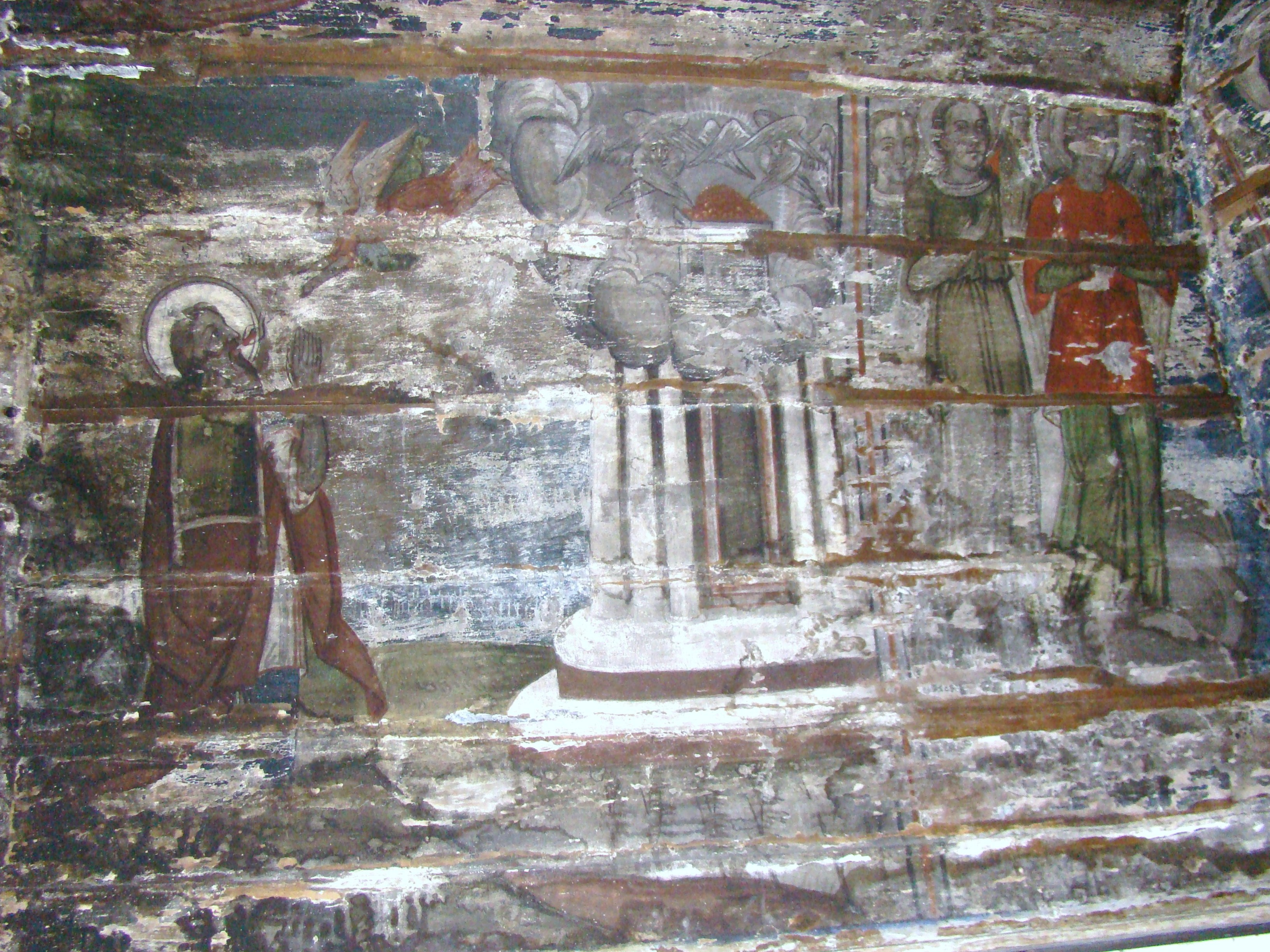
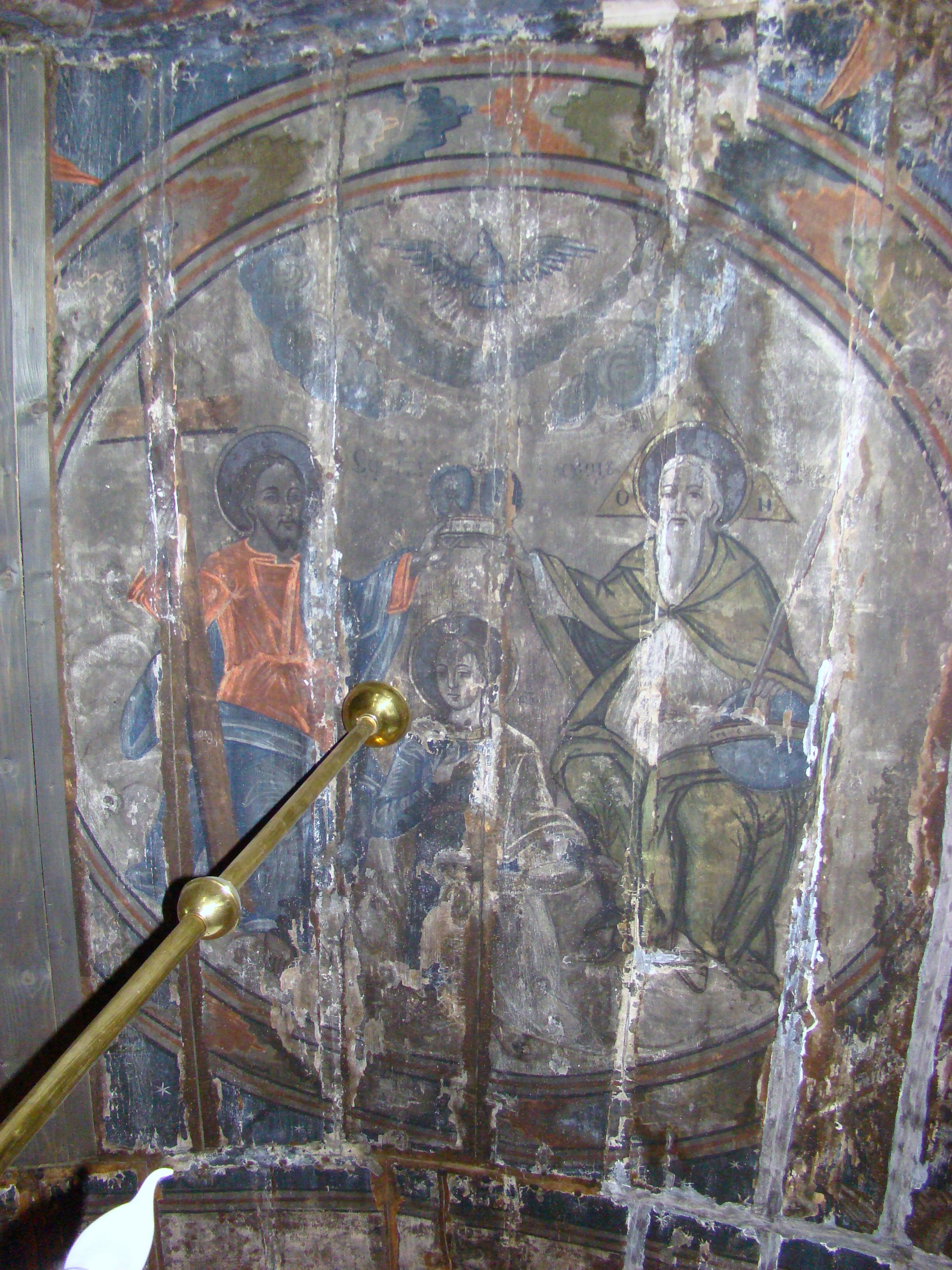
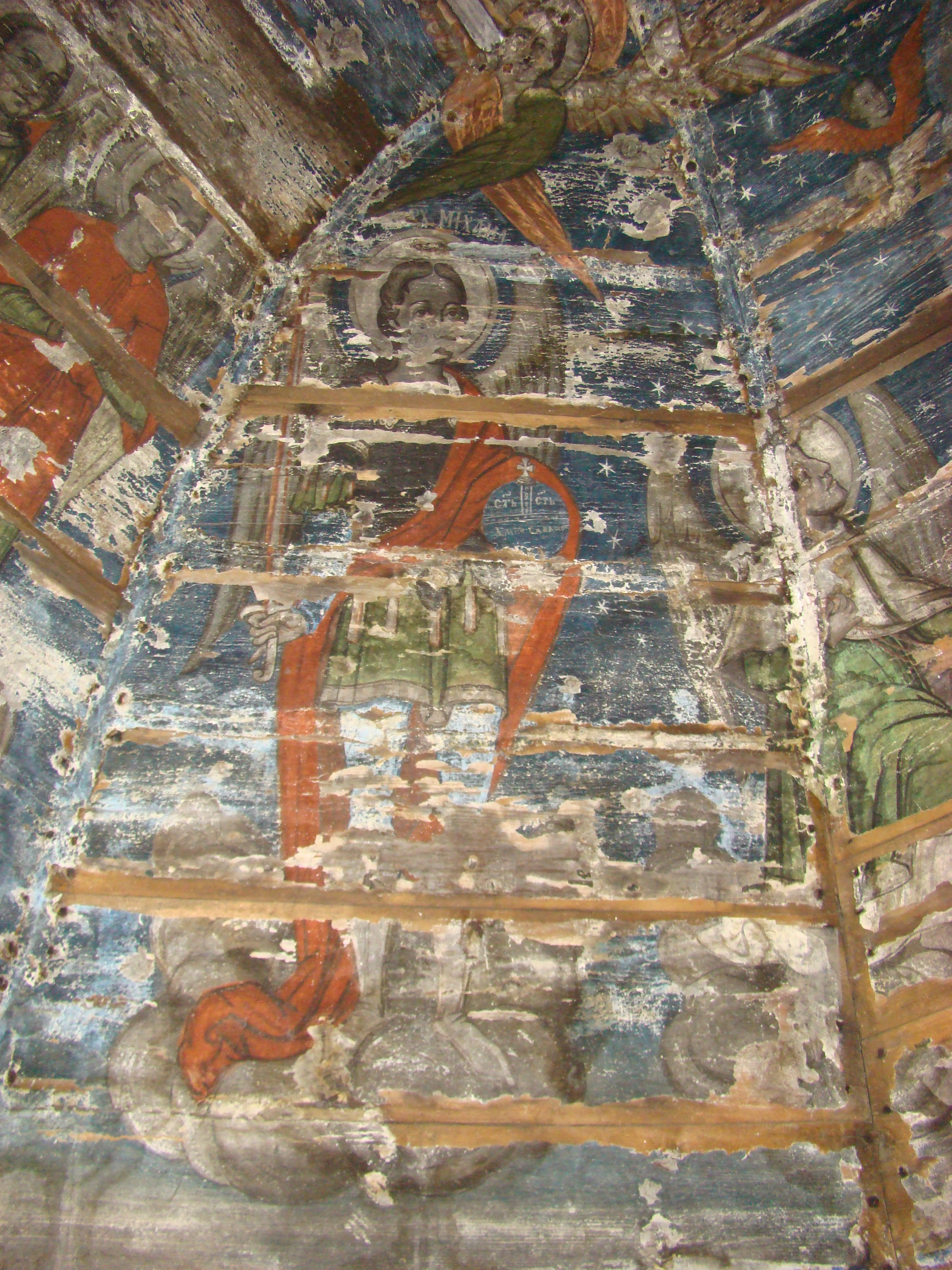
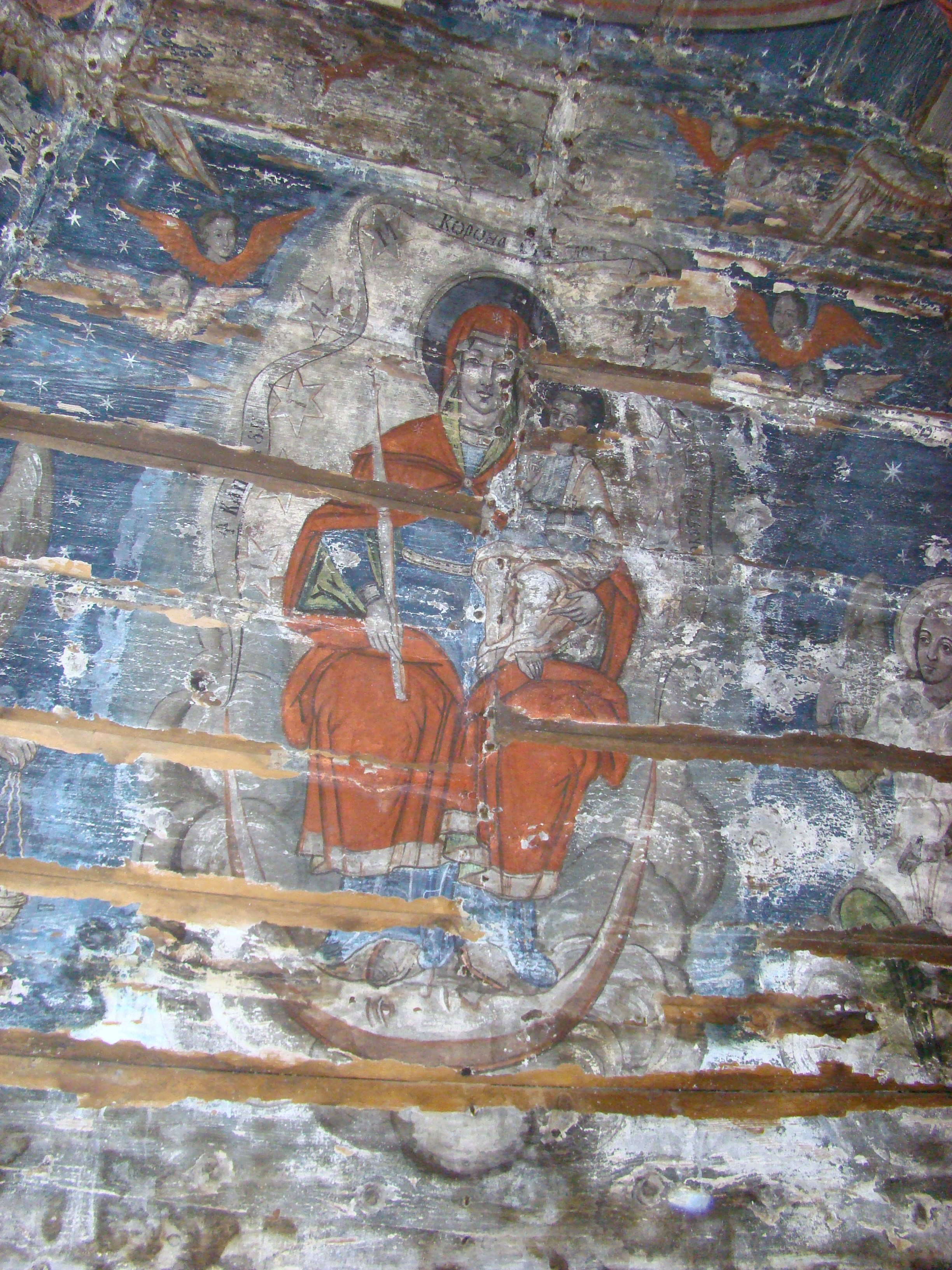